# Filmjahr 2015
Liste der Filmjahre

◄◄ | ◄ | 2011 | 2012 | 2013 | 2014 | Filmjahr 2015 | 2016 | 2017 | 2018 | 2019 | ► | ►►

Weitere Ereignisse

## Top 10 der erfolgreichsten Filme

### In Deutschland
Die zehn erfolgreichsten Filme an den deutschen Kinokassen nach Besucherzahlen (Stand: 23. April 2017):
| Platz | Filmtitel                                 | Besucher  |
| ----- | ----------------------------------------- | --------- |
| 1.    | Star Wars: Das Erwachen der Macht         | 9.018.037 |
| 2.    | Fack ju Göhte 2                           | 7.716.114 |
| 3.    | James Bond 007: Spectre                   | 7.089.019 |
| 4.    | Minions                                   | 6.944.015 |
| 5.    | Fifty Shades of Grey                      | 4.410.095 |
| 6.    | Fast & Furious 7                          | 4.186.302 |
| 7.    | Jurassic World                            | 4.143.691 |
| 8.    | Die Tribute von Panem – Mockingjay Teil 2 | 4.070.191 |
| 9.    | Alles steht Kopf                          | 3.486.053 |
| 10.   | Er ist wieder da                          | 2.481.692 |

### In Österreich
Die zehn erfolgreichsten Filme an den österreichischen Kinokassen nach Besucherzahlen (Stand: 13. März 2016):
| Platz | Filmtitel                                 | Besucher |
| ----- | ----------------------------------------- | -------- |
| 1.    | Star Wars: Das Erwachen der Macht         | 787.908  |
| 2.    | Minions                                   | 787.800  |
| 3.    | James Bond 007: Spectre                   | 768.554  |
| 4.    | Fack ju Göhte 2                           | 630.740  |
| 5.    | Fifty Shades of Grey                      | 595.283  |
| 6.    | Fast & Furious 7                          | 545.917  |
| 7.    | Die Tribute von Panem – Mockingjay Teil 2 | 462.859  |
| 8.    | Jurassic World                            | 427.293  |
| 9.    | Alles steht Kopf                          | 362.378  |
| 10.   | Avengers: Age of Ultron                   | 312.215  |

### In der Schweiz
Die zehn erfolgreichsten Filme an den schweizerischen Kinokassen nach Besucherzahlen (Stand: 28. September 2016):
| Platz | Filmtitel                                 | Besucher  |
| ----- | ----------------------------------------- | --------- |
| 1.    | James Bond 007: Spectre                   | 1.028.368 |
| 2.    | Star Wars: Das Erwachen der Macht         | 707.341   |
| 3.    | Minions                                   | 638.685   |
| 4.    | Heidi                                     | 547.534   |
| 5.    | Fast & Furious 7                          | 498.840   |
| 6.    | Schellen-Ursli                            | 440.380   |
| 7.    | Fifty Shades of Grey                      | 402.078   |
| 8.    | Jurassic World                            | 360.842   |
| 9.    | Die Tribute von Panem – Mockingjay Teil 2 | 351.067   |
| 10.   | Fack ju Göhte 2                           | 294.050   |

### In den Vereinigten Staaten
Die zehn erfolgreichsten Filme an den US-amerikanischen Kinokassen nach Einspielergebnis in US-Dollar (Stand: 5. Juli 2016):
| Platz | Filmtitel                                 | Einnahmen     |
| ----- | ----------------------------------------- | ------------- |
| 1.    | Star Wars: Das Erwachen der Macht         | 936.662.225 $ |
| 2.    | Jurassic World                            | 652.270.625 $ |
| 3.    | Avengers: Age of Ultron                   | 459.005.868 $ |
| 4.    | Alles steht Kopf                          | 356.461.711 $ |
| 5.    | Fast & Furious 7                          | 353.007.020 $ |
| 6.    | Minions                                   | 336.045.770 $ |
| 7.    | Die Tribute von Panem – Mockingjay Teil 2 | 281.723.902 $ |
| 8.    | Der Marsianer – Rettet Mark Watney        | 228.433.663 $ |
| 9.    | Cinderella                                | 201.151.353 $ |
| 10.   | James Bond 007: Spectre                   | 200.074.609 $ |

### Weltweit
Die zehn weltweit erfolgreichsten Filme nach Einspielergebnis in US-Dollar (Stand: 28. September 2016):
| Platz | Filmtitel                                 | Einnahmen       |
| ----- | ----------------------------------------- | --------------- |
| 1.    | Star Wars: Das Erwachen der Macht         | 2.068.223.624 $ |
| 2.    | Jurassic World                            | 1.670.400.637 $ |
| 3.    | Fast & Furious 7                          | 1.516.045.911 $ |
| 4.    | Avengers: Age of Ultron                   | 1.405.413.868 $ |
| 5.    | Minions                                   | 1.159.398.397 $ |
| 6.    | James Bond 007: Spectre                   | 880.674.609 $   |
| 7.    | Alles steht Kopf                          | 857.611.174 $   |
| 8.    | Mission: Impossible – Rogue Nation        | 682.330.139 $   |
| 9.    | Die Tribute von Panem – Mockingjay Teil 2 | 653.428.261 $   |
| 10.   | Der Marsianer – Rettet Mark Watney        | 630.161.890 $   |

Ende August 2015 hatten vier Produktionen der Universal Studios, die 2015 ihre Premiere feierten, weltweit gemeinsam 3,78 Mrd. US-Dollar eingespielt (Jurassic World, Fast & Furious 7, Minions und Fifty Shades of Grey). Hierdurch stellte Universal den 2014 von 20th Century Fox erreichten Rekord für das höchste Gesamteinspielergebnis eines Filmstudios innerhalb eines Jahres ein.

## Filmpreise

### Golden Globe Award
Die Verleihung der 72. Golden Globe Awards fand am 11. Januar 2015 statt.
- Bester Film (Drama): Boyhood
- Bester Film (Komödie/Musical): Grand Budapest Hotel (The Grand Budapest Hotel)
- Beste Regie: Richard Linklater für Boyhood
- Beste Hauptdarstellerin (Drama): Julianne Moore in Still Alice – Mein Leben ohne Gestern (Still Alice)
- Beste Hauptdarstellerin (Komödie/Musical): Amy Adams in Big Eyes
- Bester Hauptdarsteller (Drama): Eddie Redmayne in Die Entdeckung der Unendlichkeit (The Theory of Everything)
- Bester Hauptdarsteller (Komödie/Musical): Michael Keaton in Birdman oder (Die unverhoffte Macht der Ahnungslosigkeit) (Birdman or (The Unexpected Virtue of Ignorance))
- Bester fremdsprachiger Film: Leviathan (Левиафан), Russland

Vollständige Liste der Preisträger

### Bayerischer Filmpreis
Die Verleihung des 36. Bayerischen Filmpreises fand am 16. Januar 2015 statt.
- Beste Produktion: Elser – Er hätte die Welt verändert – Produktion: Oliver Schündler und Boris Ausserer
- Beste Regie: Baran bo Odar für Who Am I – Kein System ist sicher
- Beste Darstellerin: Katharina Marie Schubert in Ein Geschenk der Götter
- Bester Darsteller: Alexander Fehling in Im Labyrinth des Schweigens
- Beste Nachwuchsdarstellerin: Jasna Fritzi Bauer in About a Girl
- Bester Nachwuchsdarsteller: Louis Hofmann in Freistatt
- Beste Nachwuchsregie: Tomasz Emil Rudzik für Agnieszka
- Bestes Drehbuch: Sarah Nemitz, Lutz Hübner und Oliver Ziegenbalg für Frau Müller muss weg!

Vollständige Liste der Preisträger

### Sundance
Das 31. Sundance Film Festival fand vom 22. Januar bis zum 1. Februar 2015 in Park City, Utah statt.
- Großer Preis der Jury: Spielfilm – Me & Earl & the Dying Girl
- Großer Preis der Jury: Dokumentarfilm – The Wolfpack
- Großer Preis der Jury „World Cinema“: Spielfilm – Slow West
- Großer Preis der Jury „World Cinema“: Dokumentarfilm – The Russian Woodpecker

Vollständige Liste der Preisträger

### Österreichischer Filmpreis

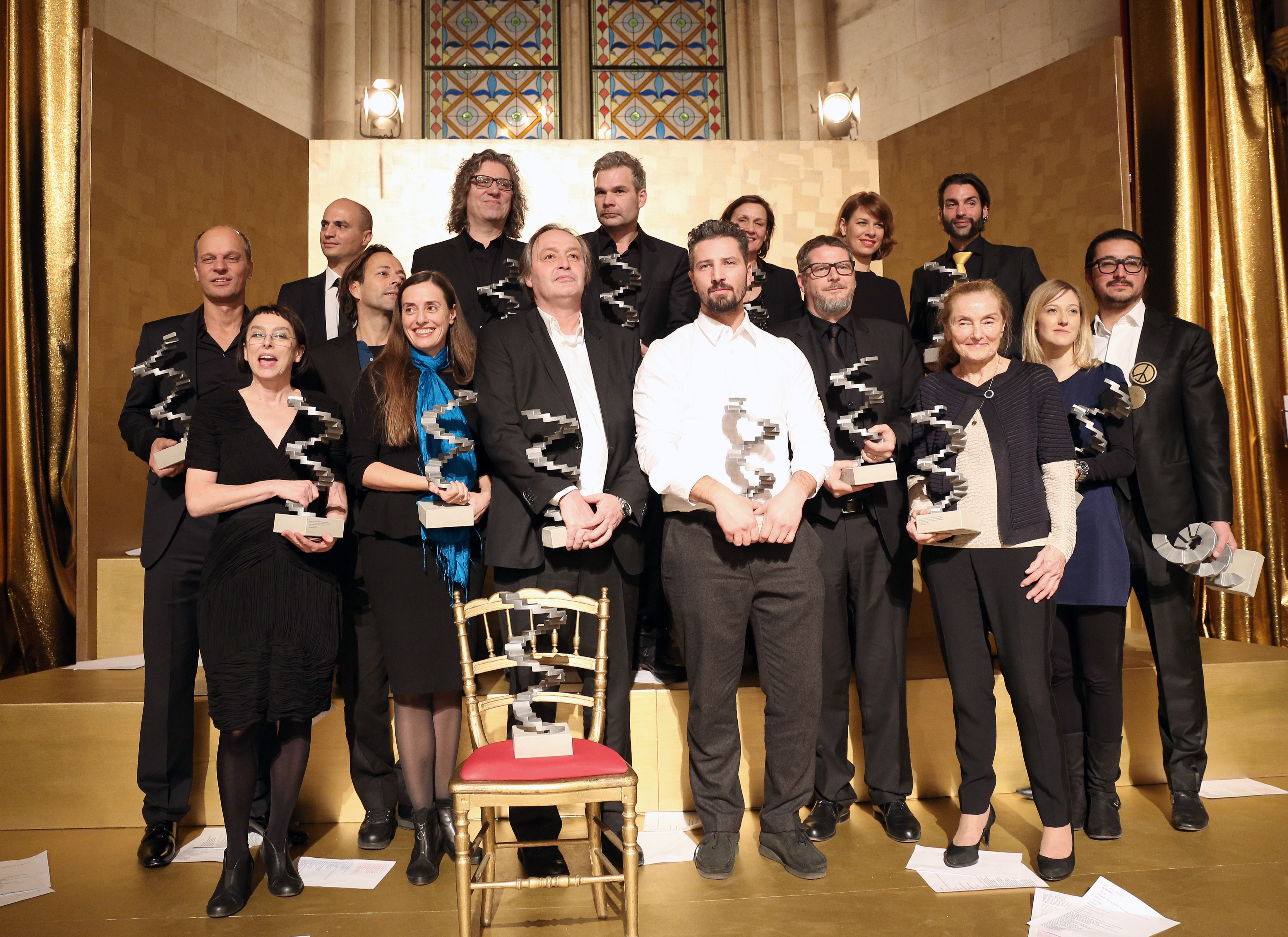
Preisträger des Österreichischen Filmpreises 2015

Die Verleihung des 5. Österreichischen Filmpreises fand am 28. Januar 2015 statt.
- Bester Spielfilm: Das finstere Tal
- Beste Regie: Andreas Prochaska für Das finstere Tal
- Bester Darsteller: Murathan Muslu in Risse im Beton
- Beste Darstellerin: Erni Mangold in Der letzte Tanz
- Bester Dokumentarfilm: We Come As Friends – Produzenten: Hubert Sauper, Gabriele Kranzelbinder
- Bester Kurzfilm: Rote Flecken – Regie: Magdalena Lauritsch
- Bestes Drehbuch: Jessica Hausner für Amour Fou

Vollständige Liste der Preisträger

### Berlinale
Die 65. Internationalen Filmfestspiele Berlin fanden vom 5. Februar bis zum 15. Februar 2015 statt.
- Goldener Bär: Taxi Teheran – Regie: Jafar Panahi
- Silberner Bär – Großer Preis der Jury: El Club – Regie: Pablo Larraín
- Silberner Bär – Beste Regie: Radu Jude für Aferim! und Małgorzata Szumowska für Body
- Silberner Bär – Beste Darstellerin: Charlotte Rampling für 45 Years
- Silberner Bär – Bester Darsteller: Tom Courtenay für 45 Years
- Silberner Bär – Bestes Drehbuch: Patricio Guzmán für Der Perlmuttknopf

Vollständige Liste der Preisträger

### British Academy Film Award
Die 68. BAFTA-Award-Verleihung fand am 8. Februar 2015 statt.
- Bester Film: Boyhood – Regie: Richard Linklater
- Bester britischer Film: Die Entdeckung der Unendlichkeit (The Theory of Everything) – Regie: James Marsh
- Beste Regie: Richard Linklater – Boyhood
- Bester Hauptdarsteller: Eddie Redmayne – Die Entdeckung der Unendlichkeit (The Theory of Everything)
- Beste Hauptdarstellerin: Julianne Moore – Still Alice – Mein Leben ohne Gestern (Still Alice)
- Bester nicht-englischsprachiger Film: Ida – Regie: Paweł Pawlikowski (Polen)

Vollständige Liste der Preisträger

### César
Die 40. César-Verleihung fand am 20. Februar 2015 statt.
- Bester Film: Timbuktu – Regie: Abderrahmane Sissako
- Beste Regie: Abderrahmane Sissako – Timbuktu
- Bester Hauptdarsteller: Pierre Niney in Yves Saint Laurent
- Beste Hauptdarstellerin: Adèle Haenel in Liebe auf den ersten Schlag (Les combattants)
- Bestes Originaldrehbuch: Abderrahmane Sissako, Kessen Tall – Timbuktu
- Bester fremdsprachiger Film: Mommy – Regie: Xavier Dolan (Kanada)

Vollständige Liste der Preisträger

### Goldene Himbeere
Die 35. Razzie-Verleihung fand am 21. Februar 2015 statt.
- Schlechtester Film: Saving Christmas – Regie: Darren Doane
- Schlechteste Regie: Michael Bay – Transformers: Ära des Untergangs
- Schlechtester Darsteller: Kirk Cameron in Saving Christmas
- Schlechteste Darstellerin: Cameron Diaz in Die Schadenfreundinnen und in Sex Tape
- Schlechtester Nebendarsteller: Kelsey Grammer in The Expendables 3, Legends of Oz: Dorothy’s Return, seine Stimme in Denk wie ein Mann 2 und Transformers: Ära des Untergangs
- Schlechteste Nebendarstellerin: Megan Fox in Teenage Mutant Ninja Turtles

Vollständige Liste der Preisträger

### Oscar
Die 87. Oscar-Verleihung fand am 22. Februar 2015 statt.
- Bester Film: Birdman oder (Die unverhoffte Macht der Ahnungslosigkeit) (Birdman or (The Unexpected Virtue of Ignorance))
- Beste Regie: Alejandro González Iñárritu – Birdman oder (Die unverhoffte Macht der Ahnungslosigkeit) (Birdman or (The Unexpected Virtue of Ignorance))
- Bester Hauptdarsteller: Eddie Redmayne in Die Entdeckung der Unendlichkeit (The Theory of Everything)
- Beste Hauptdarstellerin: Julianne Moore in Still Alice – Mein Leben ohne Gestern (Still Alice)
- Bester Nebendarsteller: J. K. Simmons in Whiplash
- Beste Nebendarstellerin: Patricia Arquette in Boyhood
- Bester fremdsprachiger Film: Ida (Polen)

Vollständige Liste der Preisträger

### Cannes
Die 68. Internationalen Filmfestspiele von Cannes fanden vom 13. bis 24. Mai 2015 statt.
- Goldene Palme: Dheepan – Regie: Jacques Audiard
- Großer Preis der Jury: Saul fia – Regie: László Nemes
- Beste Regie: Hou Hsiao-Hsien für Nie Yinniang
- Bester Darsteller: Vincent Lindon in Der Wert des Menschen (La loi du marché)
- Beste Darstellerin: Emmanuelle Bercot in Mon roi und Rooney Mara in Carol
- Bestes Drehbuch: Michel Franco für Chronic

Vollständige Liste der Preisträger

### Deutscher Filmpreis
Die 65. Verleihung des Deutschen Filmpreises Lola fand am 19. Juni 2015 statt.
- Bester Spielfilm: Victoria – Regie: Sebastian Schipper
- Beste Regie: Sebastian Schipper für Victoria
- Bestes Drehbuch: Stefan Weigl für Zeit der Kannibalen
- Bester Hauptdarsteller: Frederick Lau in Victoria
- Beste Hauptdarstellerin: Laia Costa in Victoria

Vollständige Liste der Preisträger

### Venedig
Die 72. Internationalen Filmfestspiele von Venedig fanden vom 2. bis 12. September 2015 statt.
- Goldener Löwe: Desde allá – Regie Lorenzo Vigas
- Silberner Löwe – Beste Regie: Pablo Trapero für El Clan
- Großer Preis der Jury: Anomalisa – Regie: Charlie Kaufman und Duke Johnson
- Coppa Volpi – Bester Darsteller: Fabrice Luchini in L’Hermine
- Coppa Volpi – Beste Darstellerin: Valeria Golino in Per amor vostro
- Bestes Drehbuch: Christian Vincent für L’Hermine
- Spezialpreis der Jury: Abluka – Jeder misstraut jedem (Abluka) – Regie: Emin Alper

Liste der Wettbewerbsbeiträge

### Europäischer Filmpreis
Der 28. Europäische Filmpreis wurde am 12. Dezember 2015 in Berlin verliehen.
- Bester europäischer Film: Ewige Jugend (Youth) – Regie: Paolo Sorrentino
- Beste europäische Komödie: Eine Taube sitzt auf einem Zweig und denkt über das Leben nach (En duva satt på en gren och funderade på tillvaron) – Regie: Roy Andersson
- Beste Regie: Paolo Sorrentino für Ewige Jugend
- Bester Darsteller: Michael Caine in Ewige Jugend
- Beste Darstellerin: Charlotte Rampling in 45 Years

Vollständige Liste der Preisträger

### Weitere Filmpreise und Auszeichnungen
- AACTA International Award: Bester Film und Beste Regie: Birdman oder (Die unverhoffte Macht der Ahnungslosigkeit) von Alejandro González Iñárritu; Bester Hauptdarsteller: Michael Keaton in Birdman; Beste Hauptdarstellerin: Julianne Moore in Still Alice – Mein Leben ohne Gestern; Bestes Drehbuch: Alejandro G. Iñárritu, Nicolás Giacobone u. a. für Birdman … mehr
- AFI Life Achievement Award: Steve Martin (Verleihungszeremonie am 4. Juni 2015 in Los Angeles)[8]
- Annie Award:[9] Bester Film: Drachenzähmen leicht gemacht 2; Bester animierter Kurzfilm: Liebe geht durch den Magen; Beste Effekte in einem Animationsfilm: Baymax – Riesiges Robowabohu; Beste animierte Elemente in einen Realfilm: Edge of Tomorrow; Bester animierter Charakter in einen Realfilm: Planet der Affen: Revolution
- Critics’ Choice Movie Award: Bester Film: Boyhood; Beste Regie: Richard Linklater für Boyhood; Bester Hauptdarsteller: Michael Keaton in Birdman oder (Die unverhoffte Macht der Ahnungslosigkeit); Beste Hauptdarstellerin: Julianne Moore in Still Alice – Mein Leben ohne Gestern; Bester fremdsprachiger Film: Höhere Gewalt … mehr
- Deutscher Drehbuchpreis: Thomas Stuber und Clemens Meyer für In den Gängen
- Deutscher Schauspielerpreis: Beste Schauspielerin Hauptrolle: Corinna Harfouch in Der Fall Bruckner; Bester Schauspieler Hauptrolle: Devid Striesow in Wir sind jung. Wir sind stark.; Beste Schauspielerin Nebenrolle: Barbara de Koy in Tatort: Am Ende des Flurs; Bester Schauspieler Nebenrolle: Francis Fulton-Smith in Die Spiegel-Affäre … mehr
- Directors Guild of America Award:[10] Beste Regie – Spielfilm: Alejandro González Iñárritu für Birdman oder (Die unverhoffte Macht der Ahnungslosigkeit); Beste Regie – Fernsehfilm oder Miniserie: Lisa Cholodenko für Olive Kitteridge; Beste Regie – Dokumentarfilm: Laura Poitras für Citizenfour
- Festival Internacional de Cine de San Sebastián:[11] Bester Film: Sparrows des Regisseurs Rúnar Rúnarsson; Beste Regie: Joachim Lafosse für Les chevaliers blancs; Spezialpreis der Jury: Evolution der Regisseurin Lucile Hadzihalilovic; Beste Schauspielerin: Yordanka Ariosa in Der König von Havanna; Bester Schauspieler: Ricardo Darín und Javier Cámara in Freunde fürs Leben
- Filmfestival Max Ophüls Preis: Max-Ophüls-Preis: Chrieg von Simon Jaquemet; Dokumentarfilmpreis: Beyond Punishment von Hubertus Siegert; Kurzfilmpreis: Sadakat von İlker Çatak; Darstellerpreise: Lore Richter und Benjamin Lutzke; Drehbuchpreis: Karim Patwa und Michael Proehl für Driften … mehr
- Goya:[12] Bester Film, Beste Regie, Bestes Originaldrehbuch, Bestes adaptiertes Drehbuch, Beste Kamera, Bester Schnitt, Bestes Bühnenbild und Beste Kostüme: La isla mínima – Mörderland von Pablo Berger; Bester Darsteller: Javier Gutiérrez in La isla mínima; Beste Darstellerin: Bárbara Lennie in Magical Girl; Bester europäischer Film: Ida von Paweł Pawlikowski
- Independent Spirit Award:[13] Bester Film: Birdman oder (Die unverhoffte Macht der Ahnungslosigkeit); Bester Debütfilm: Nightcrawler – Jede Nacht hat ihren Preis; Bester ausländischer Film: Ida von Paweł Pawlikowski; Beste Regie: Richard Linklater für Boyhood; Bestes Drehbuch: Dan Gilroy für Boyhood; Beste Darstellerin: Julianne Moore in Still Alice – Mein Leben ohne Gestern; Bester Darsteller: Michael Keaton in Birdman; Beste Nebendarstellerin: Patricia Arquette in Whiplash; Bester Nebendarsteller: J. K. Simmons in Boyhood
- Jussi:[14] Bester Film: He ovat paenneet von Aleksi Bardy; Beste Regie: Jukka-Pekka Valkeapää für He ovat paenneet; Bestes Drehbuch: Antti Heikki Pesonen für Päin seinää; Bester Hauptdarsteller: Antti Litja in Kaffee mit Milch und Stress; Beste Hauptdarstellerin: Anu Sinisalo in Ei kiitos; Bester Dokumentarfilm: Eedenistä pohjoiseen
- London Critics’ Circle Film Award:[15] Bester Film: Boyhood; Bester britischer Film: Under the Skin – Tödliche Verführung; Bester fremdsprachiger Film: Leviathan; Beste Darstellerin: Julianne Moore in Still Alice – Mein Leben ohne Gestern; Bester Darsteller: Michael Keaton in Birdman oder (Die unverhoffte Macht der Ahnungslosigkeit)
- Montreal World Film Festival:[16] Grand Prix of the Americas: Fou d’amour (Frankreich); Spezialpreis der Jury: Misafir (Türkei); Publikumspreis: Chucks (Österreich); Bestes Drehbuch: Michał Rogalski für Unser letzter Sommer (Deutschland/Polen); Bester Darsteller: Wolfram Berger in Rider Jack; Beste Darstellerin: Malin Buska in The Girl King
- National Board of Review:[17] Bester Film: Mad Max: Fury Road; Beste Regie: Ridley Scott für Der Marsianer – Rettet Mark Watney; Bestes Drehbuch: Quentin Tarantino für The Hateful Eight; Bester Hauptdarsteller: Matt Damon in Der Marsianer – Rettet Mark Watney; Beste Hauptdarstellerin: Brie Larson in Raum … mehr
- National Society of Film Critics:[18] Bester Film: Adieu au langage; Beste Regie: Richard Linklater für Boyhood; Bestes Drehbuch: Wes Anderson für Grand Budapest Hotel; Bester Hauptdarsteller: Timothy Spall in Mr. Turner – Meister des Lichts; Beste Hauptdarstellerin: Marion Cotillard in The Immigrant und in Zwei Tage, eine Nacht … mehr
- Nuremberg International Human Rights Film Festival:[19] Internationaler Nürnberger Filmpreis der Menschenrechte an Maidan von Sergei Loznitsa; Publikumspreis an The Look of Silence von Joshua Oppenheimer; Preis der Open Eyes-Jugendjury an Something Better to Come von Hanna Polak
- Prix Lumières:[20] Bester Film und Beste Regie: Timbuktu von Abderrahmane Sissako; Bestes Drehbuch: Philippe de Chauveron und Guy Laurent für Monsieur Claude und seine Töchter; Bester französischsprachiger Film: Zwei Tage, eine Nacht; Bester Darsteller: Gaspard Ulliel in Saint Laurent; Beste Darstellerin: Karin Viard in Treibsand … mehr
- Robert:[21] Bester dänischer Film, Beste Regie und Bestes Originaldrehbuch: Nymphomaniac Director’s Cut von Lars von Trier; Bester amerikanischer Film: Boyhood; Bester nicht-amerikanischer Film: Höhere Gewalt; Bester Hauptdarsteller: Henrik Birch in Der Mondfisch; Beste Hauptdarstellerin: Bodil Jørgensen in All Inclusive
- Screen Actors Guild Award: Bester Hauptdarsteller: Eddie Redmayne in Die Entdeckung der Unendlichkeit; Beste Hauptdarstellerin: Julianne Moore in Still Alice – Mein Leben ohne Gestern; Bester Nebendarsteller: J. K. Simmons in Whiplash; Beste Nebendarstellerin: Patricia Arquette in Boyhood; Bestes Stuntensemble: Unbroken … mehr
- Student Academy Awards:[22] Bester fremdsprachiger Film: Sadakat des Regisseurs İlker Çatak; Bester Alternativfilm: Chiaroscuro des Regisseurs Daniel Drummond; Bester Animationsfilm Soar der Regisseurin Alyce Tzue; Bester Dokumentarfilm: Looking at the Stars des Regisseurs Alexandre Peralta
- Teddy Award: Bester Spielfilm: Nasty Baby des Regisseurs Sebastián Silva; Bester Dokumentarfilm: The New Man des Regisseurs Aldo Garay; Bester Kurzfilm: San Cristóbal des Regisseurs Omar Zúñiga Hidalgo; Spezialpreis der Jury: Stories of Our Lives des Regisseurs Jim Chuchu; Spezial-Teddy: Udo Kier … mehr
- Toronto International Film Festival: Grolsch People’s Choice Award: Room des Regisseurs Lenny Abrahamson; Bester kanadischer Spielfilm: Closet Monster des Regisseurs Stephen Dunn; FIPRESCI-Preis (Sektion Discovery): Eva Nová des Regisseurs Marko Škop; FIPRESCI-Preis (Sektion Special Presentations): Desierto des Regisseurs Jonás Cuarón … mehr
- Tromsø Internasjonale Filmfestival:[23] Aurora und FIPRESCI-Preis: Kindkind des Regisseurs Bruno Dumont; Tromsøpalmen: I am Kuba der Regisseurin Åse Svenheim Drivenes; Friedensfilmpreis: Drone des Regisseurs Tonje Hessen Schei; Publikumspreis: Das Salz der Erde der Regisseure Wim Wenders und Juliano Ribeiro Salgado … mehr

## 2015 Verstorbene

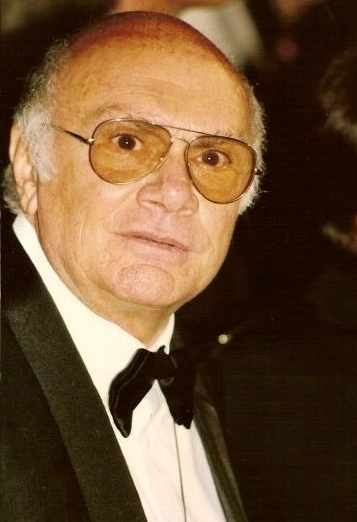
Francesco Rosi (1922–2015)

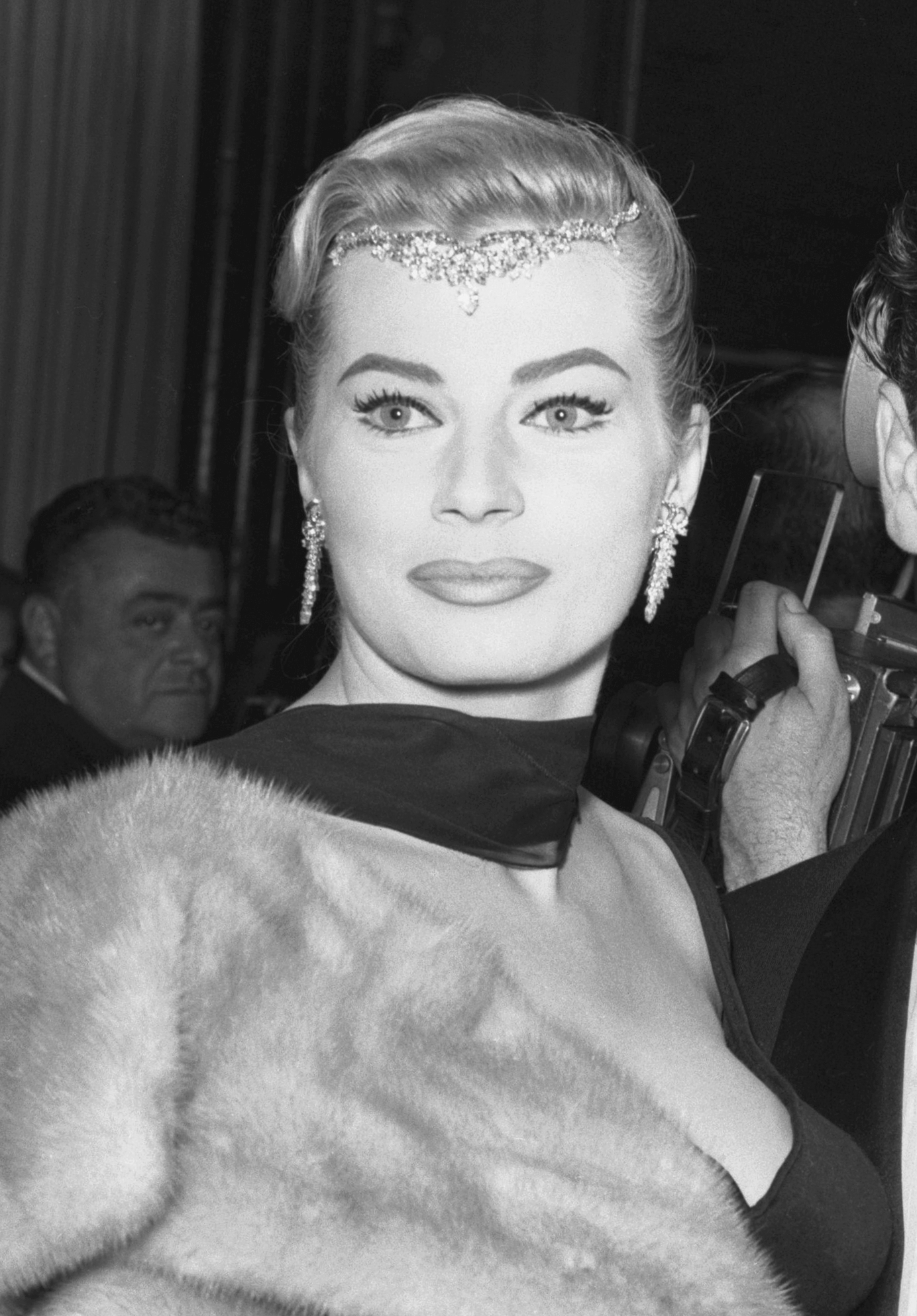
Anita Ekberg (1931–2015)

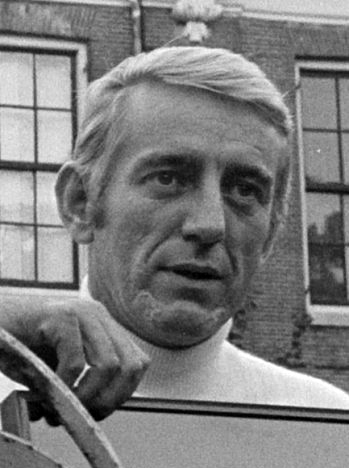
Rod McKuen (1933–2015)

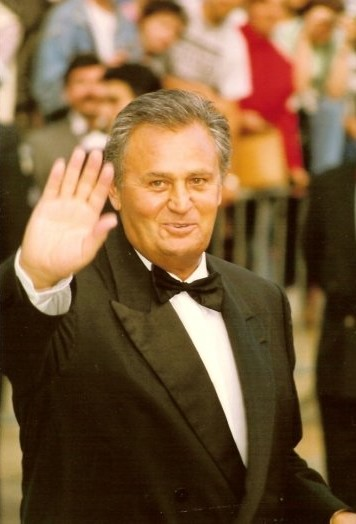
Roger Hanin (1925–2015)

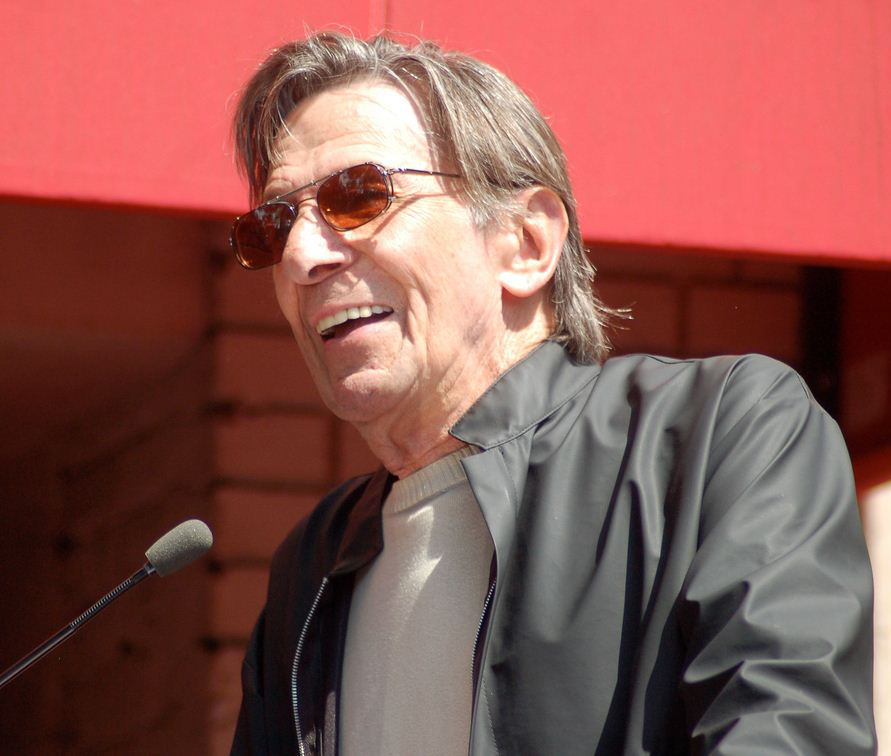
Leonard Nimoy (1931–2015)

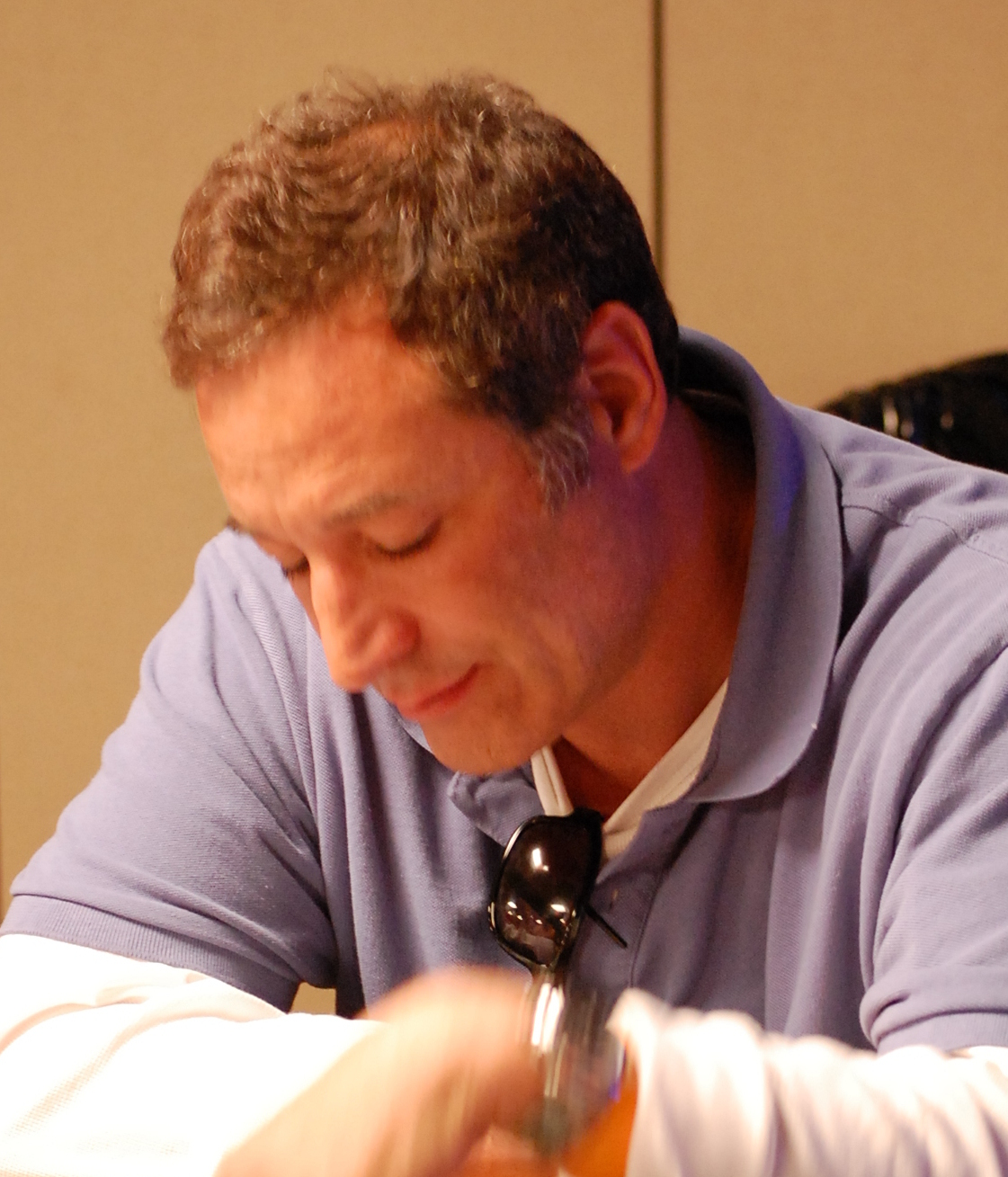
Sam Simon (1955–2015)

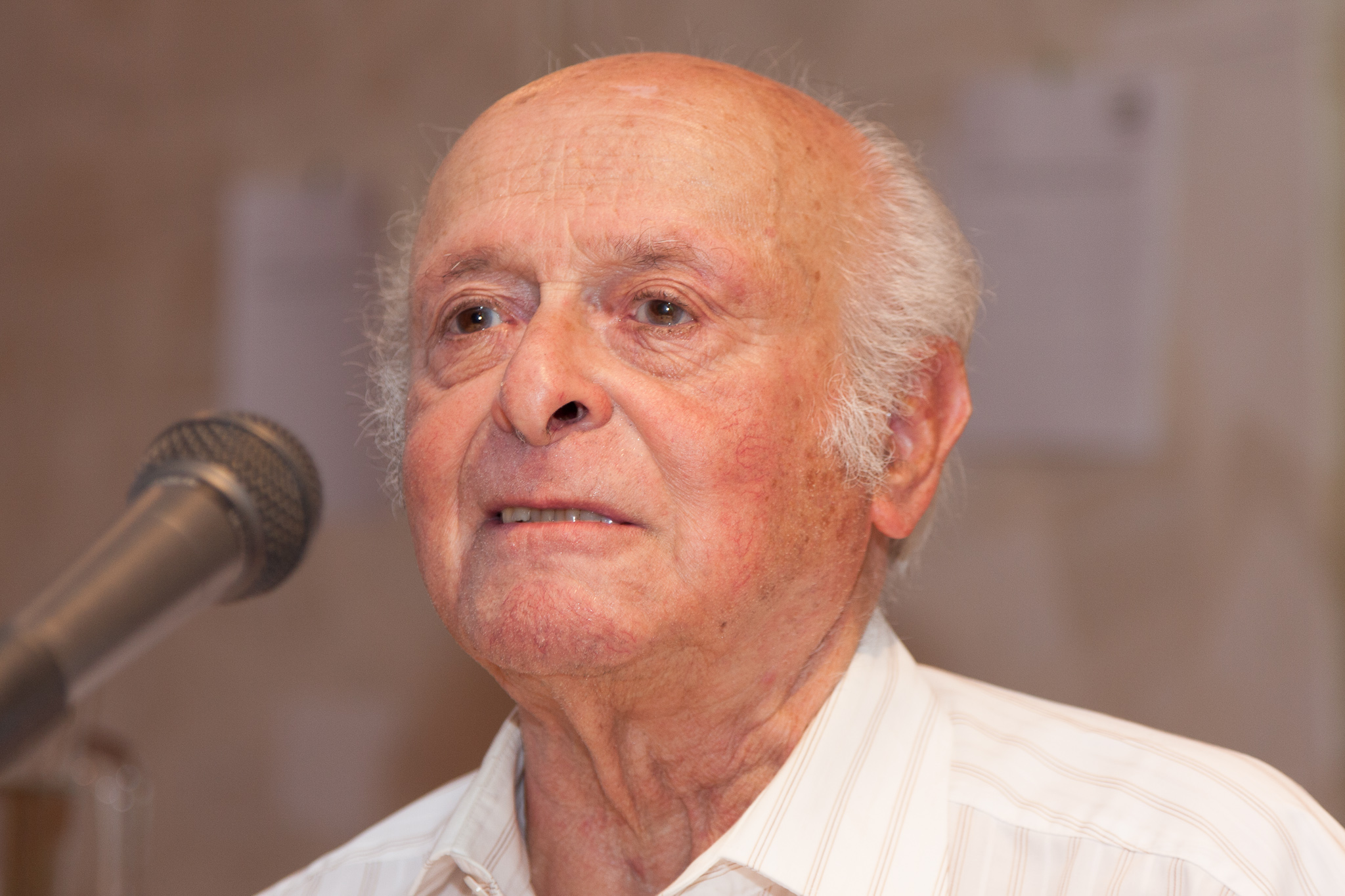
Buddy Elias (1925–2015)

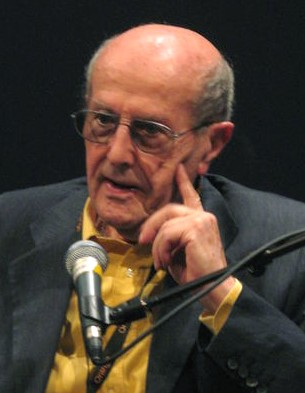
Manoel de Oliveira (1908–2015)

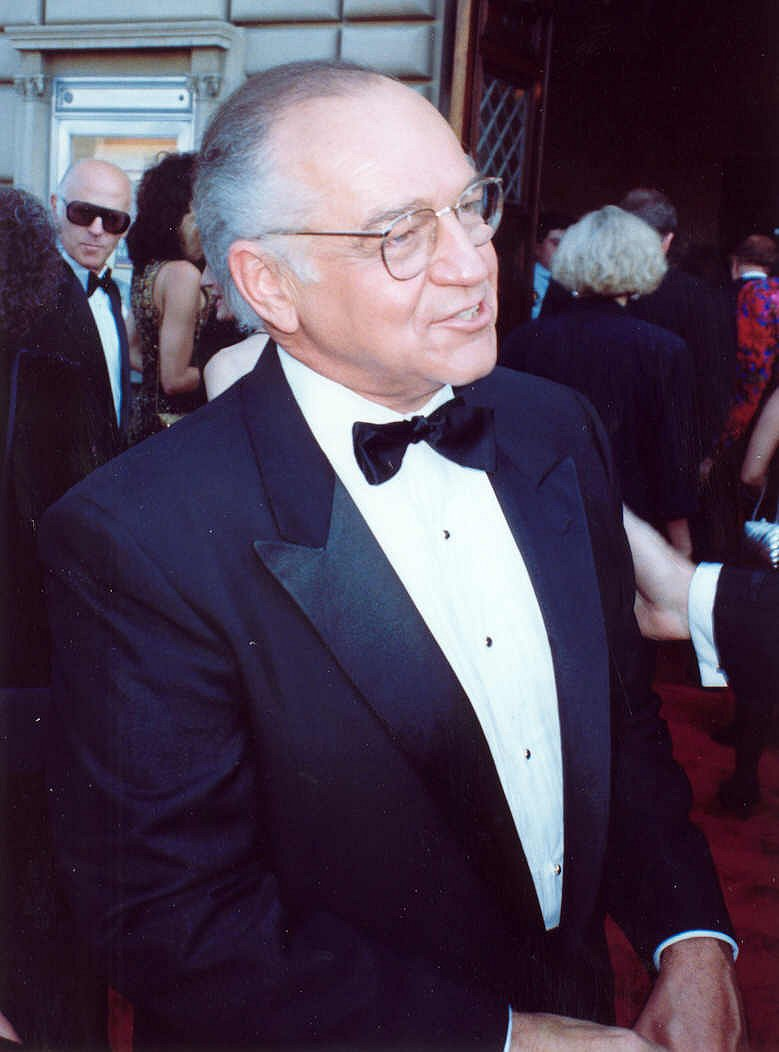
Richard Dysart (1929–2015)

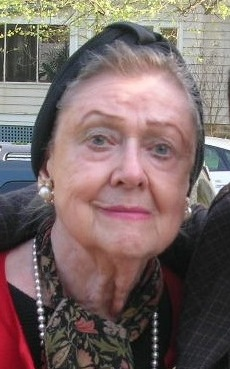
Elizabeth Wilson (1921–2015)

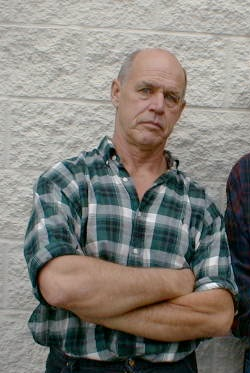
Geoffrey Lewis (1935–2015)

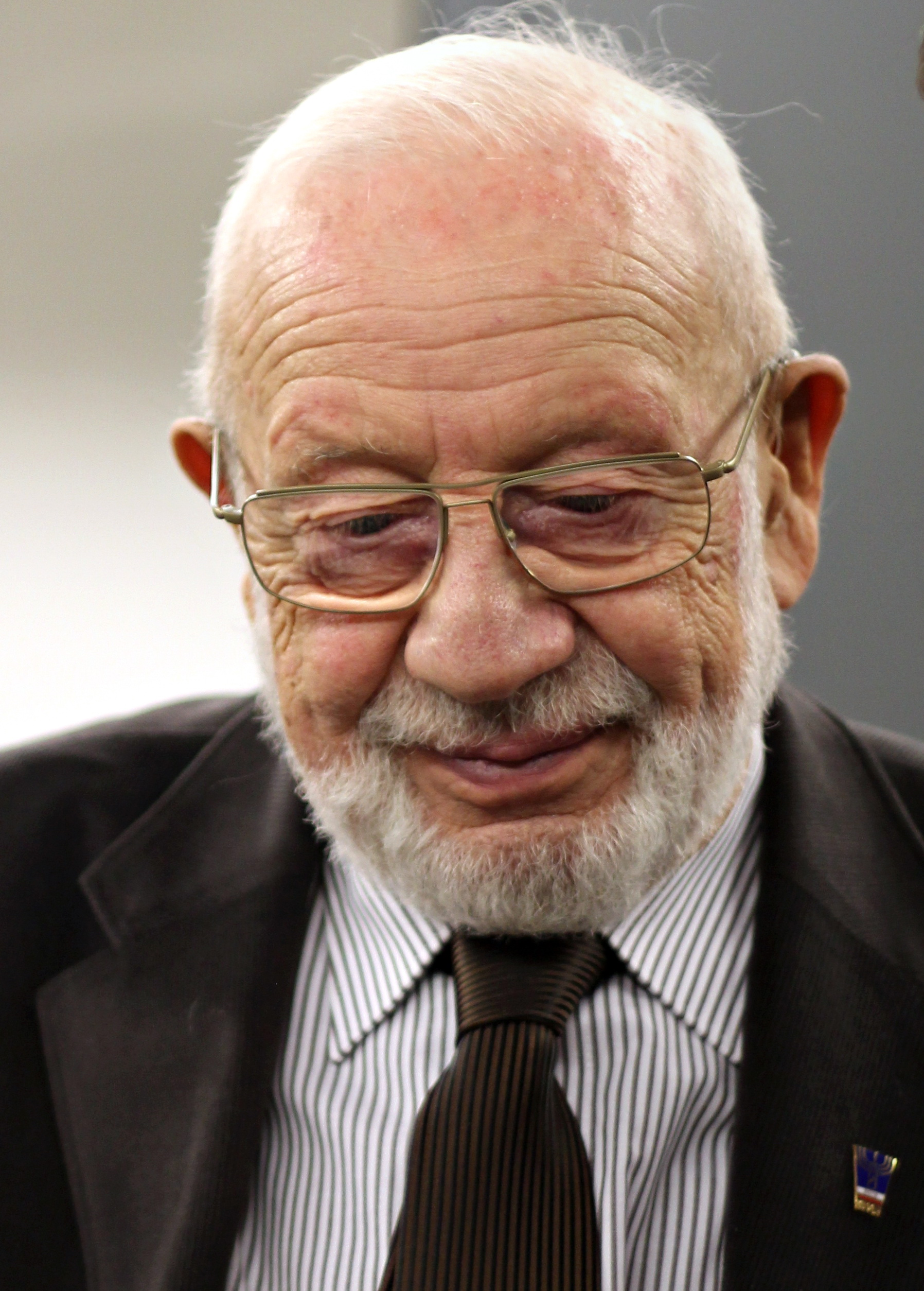
Kurt Weber (1928–2015)

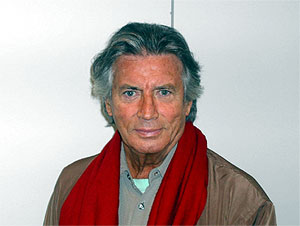
Pierre Brice (1929–2015)

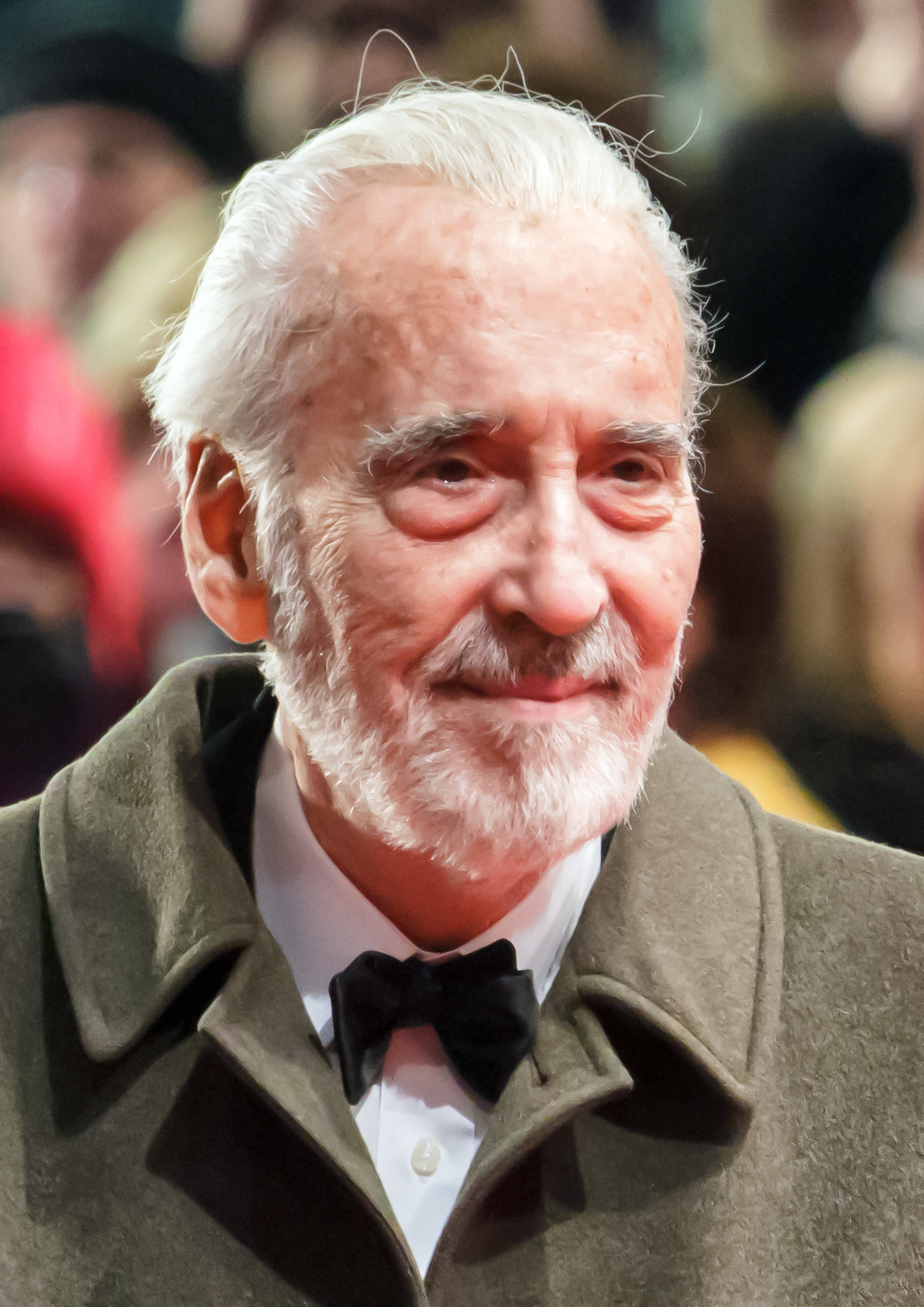
Christopher Lee (1922–2015)

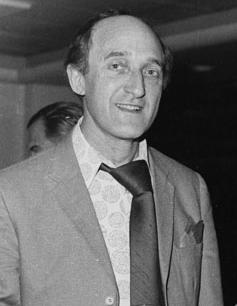
Ron Moody (1924–2015)

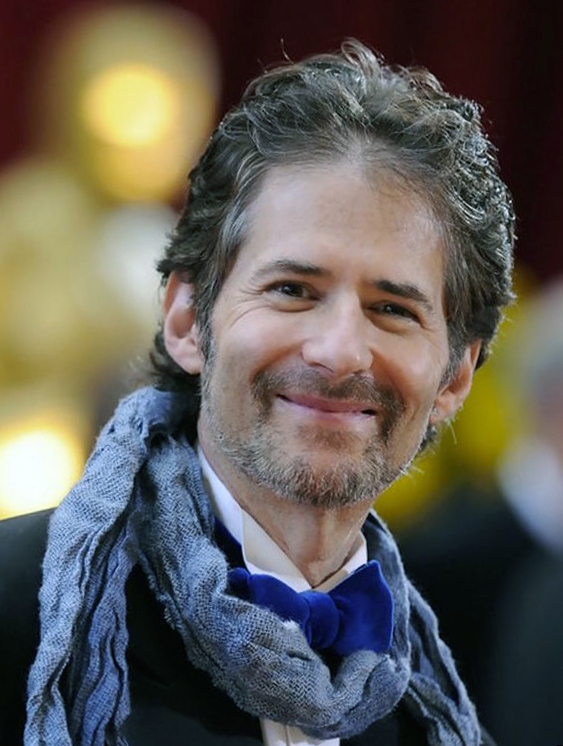
James Horner (1953–2015)

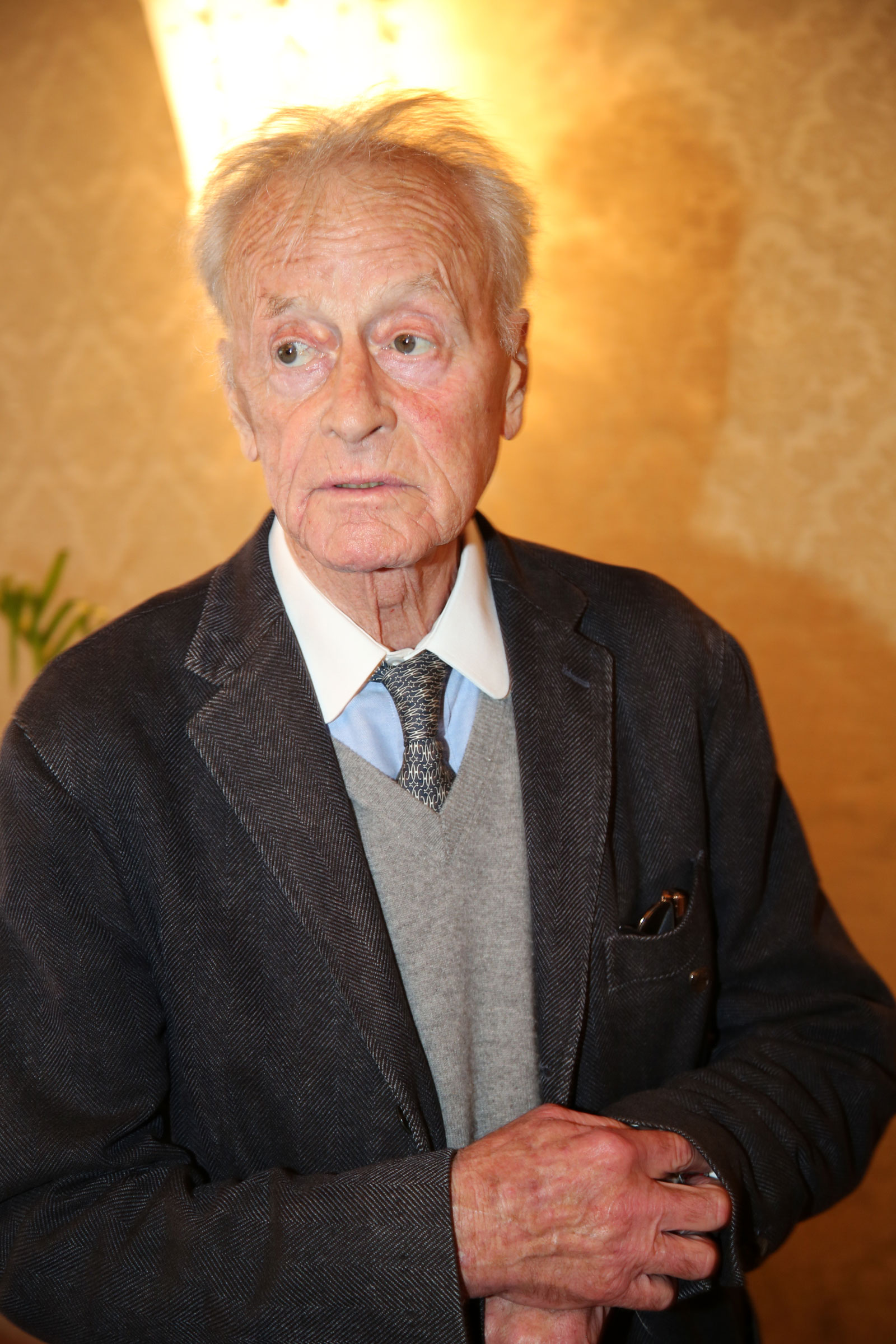
Helmuth Lohner (1933–2015)

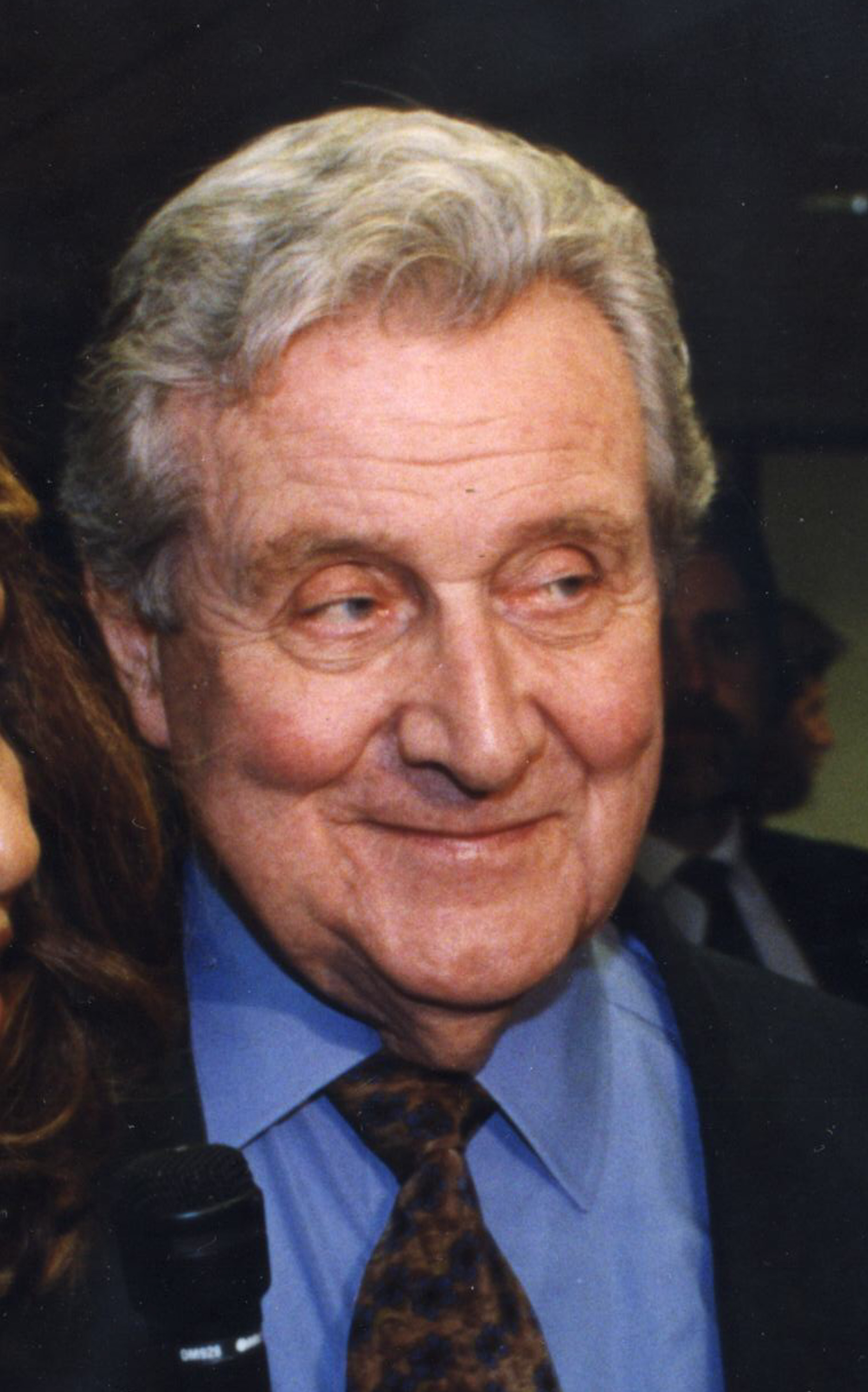
Patrick MacNee (1922–2015)

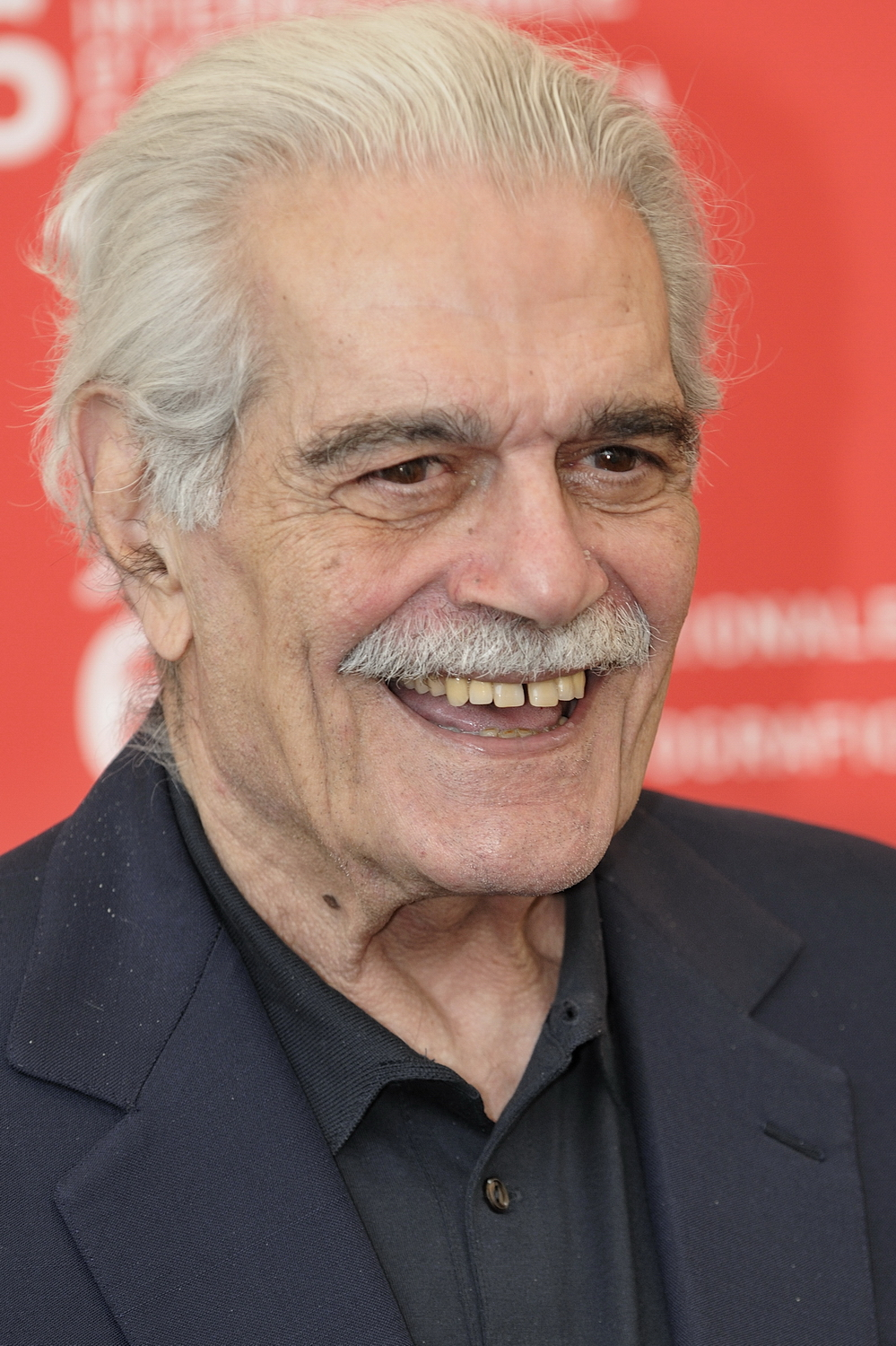
Omar Sharif (1932–2015)

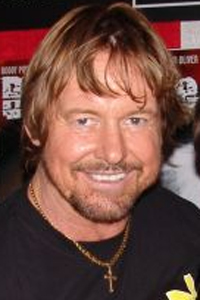
Roddy Piper (1954–2015)

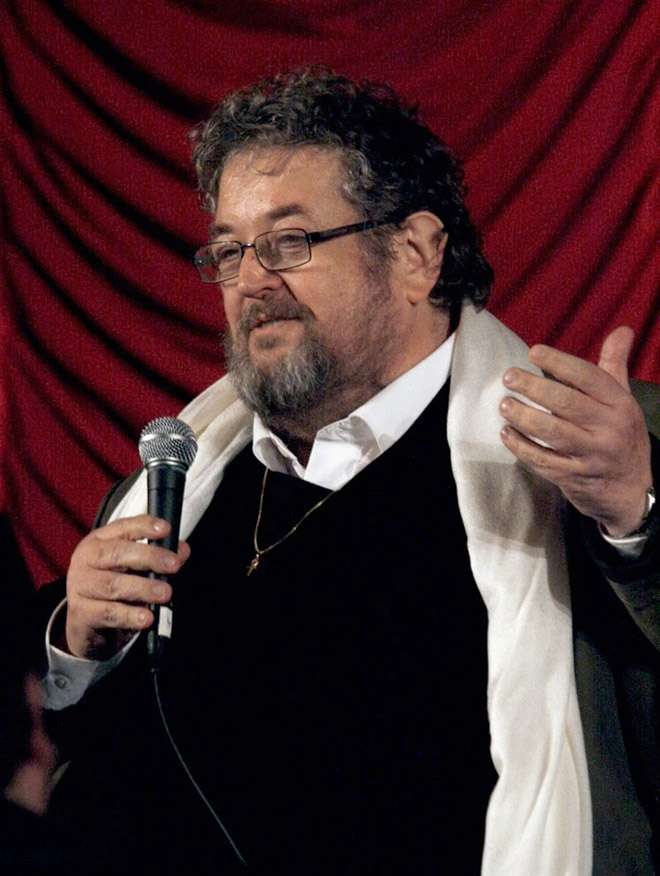
Peter Kern (1949–2015)

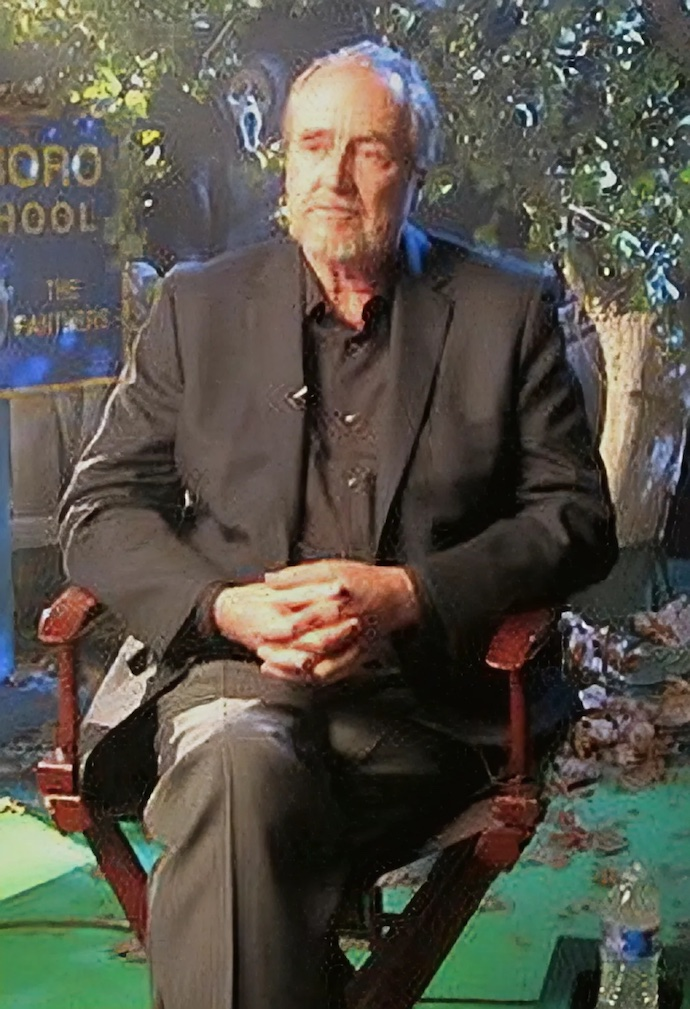
Wes Craven (1939–2015)

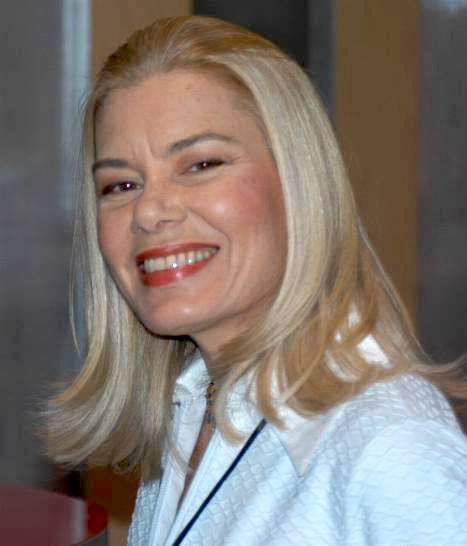
Candida Royalle (1950–2015)

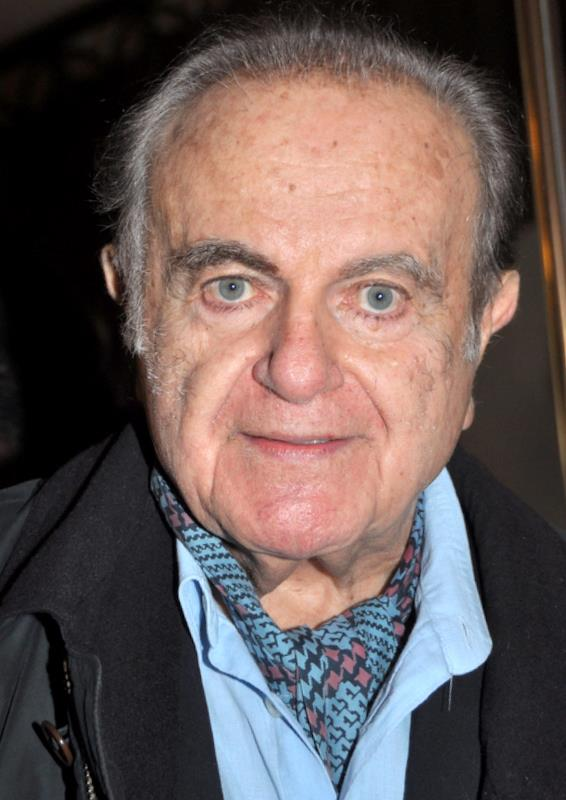
Guy Béart (1930–2015)

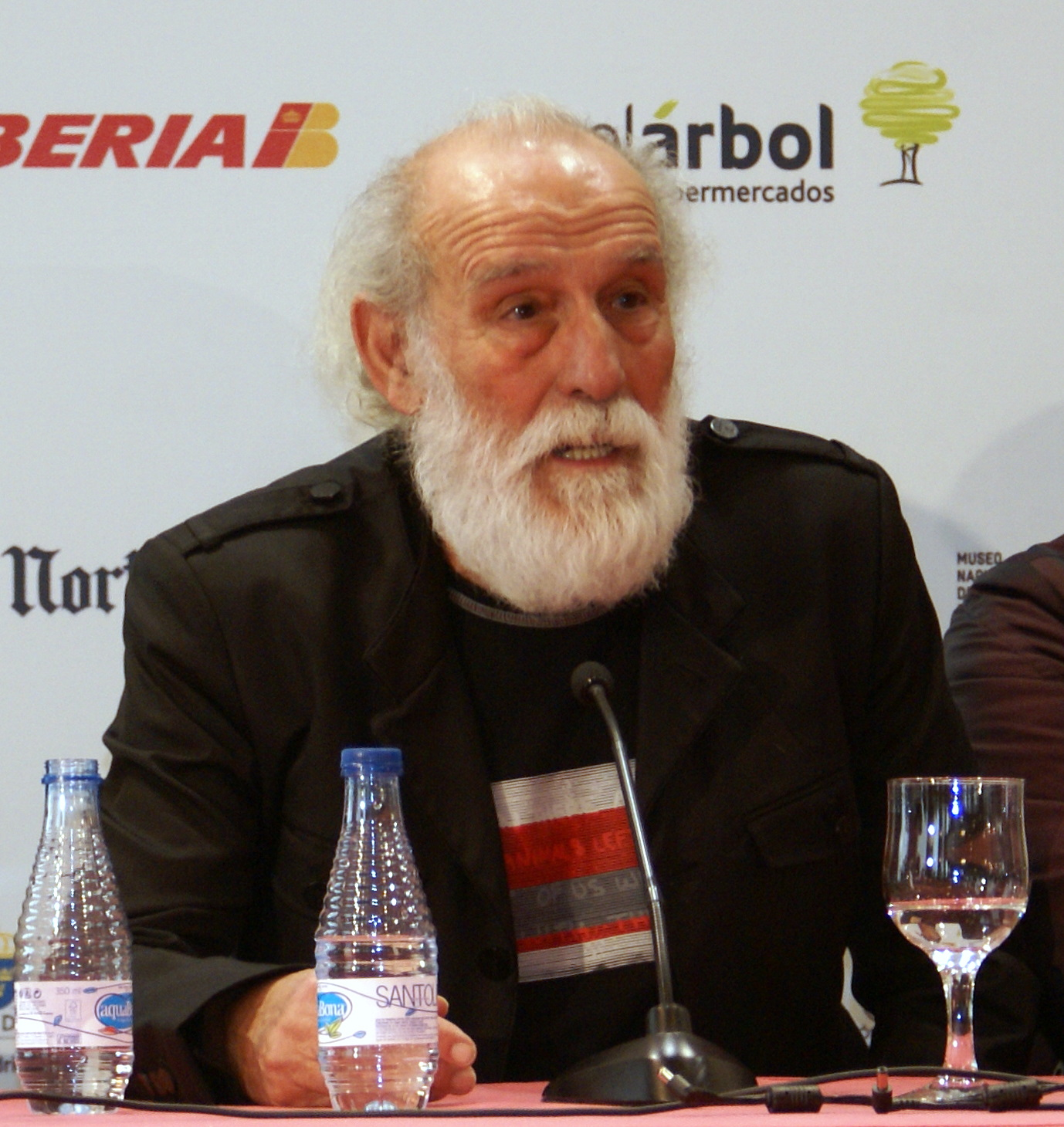
Carlos Álvarez-Nóvoa (1940–2015)

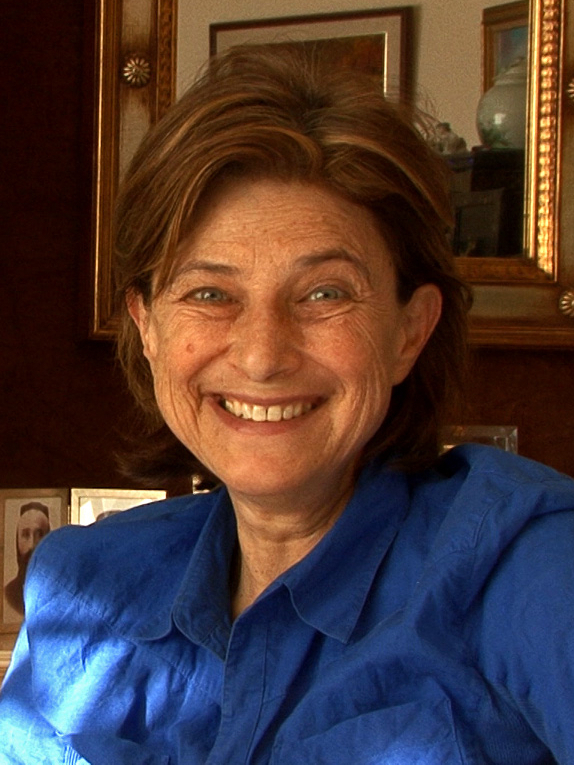
Chantal Akerman (1950–2015)

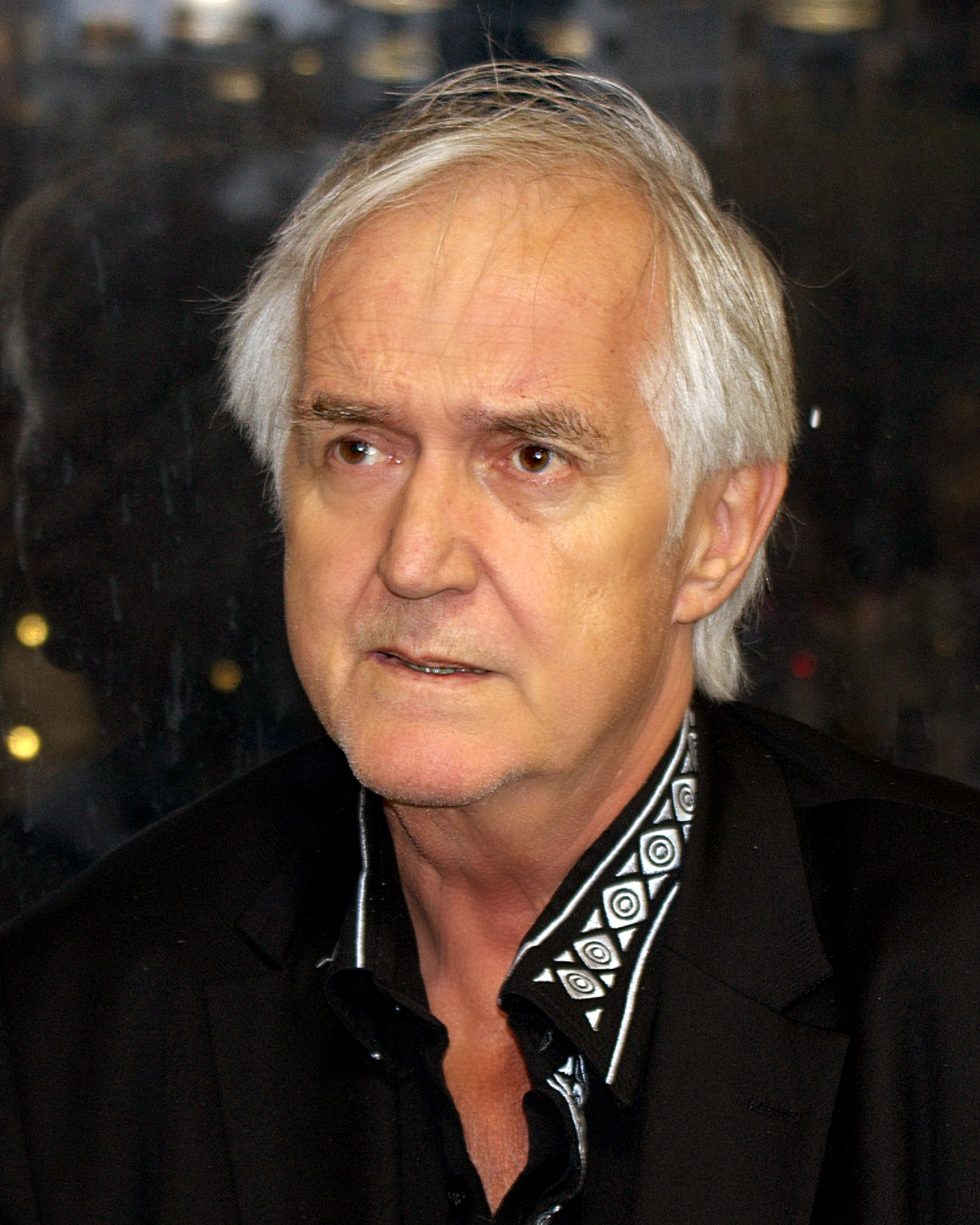
Henning Mankell (1948–2015)

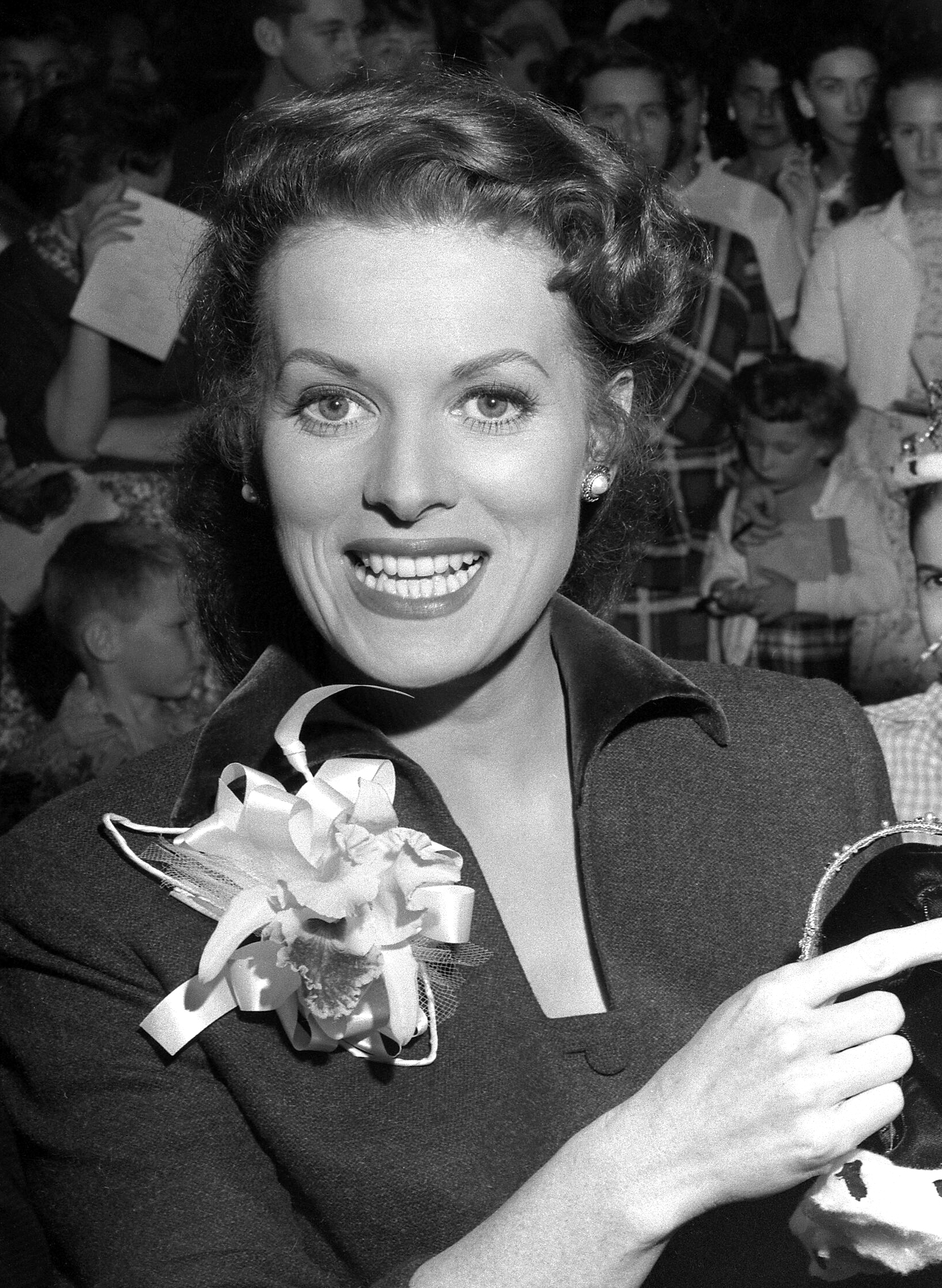
Maureen O’Hara (1920–2015)

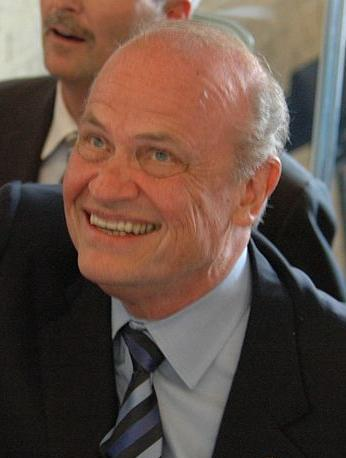
Fred Thompson (1942–2015)

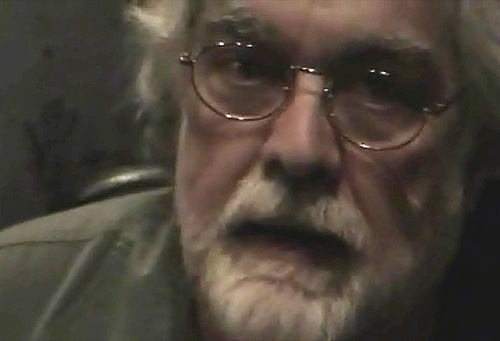
Gunnar Hansen (1947–2015)

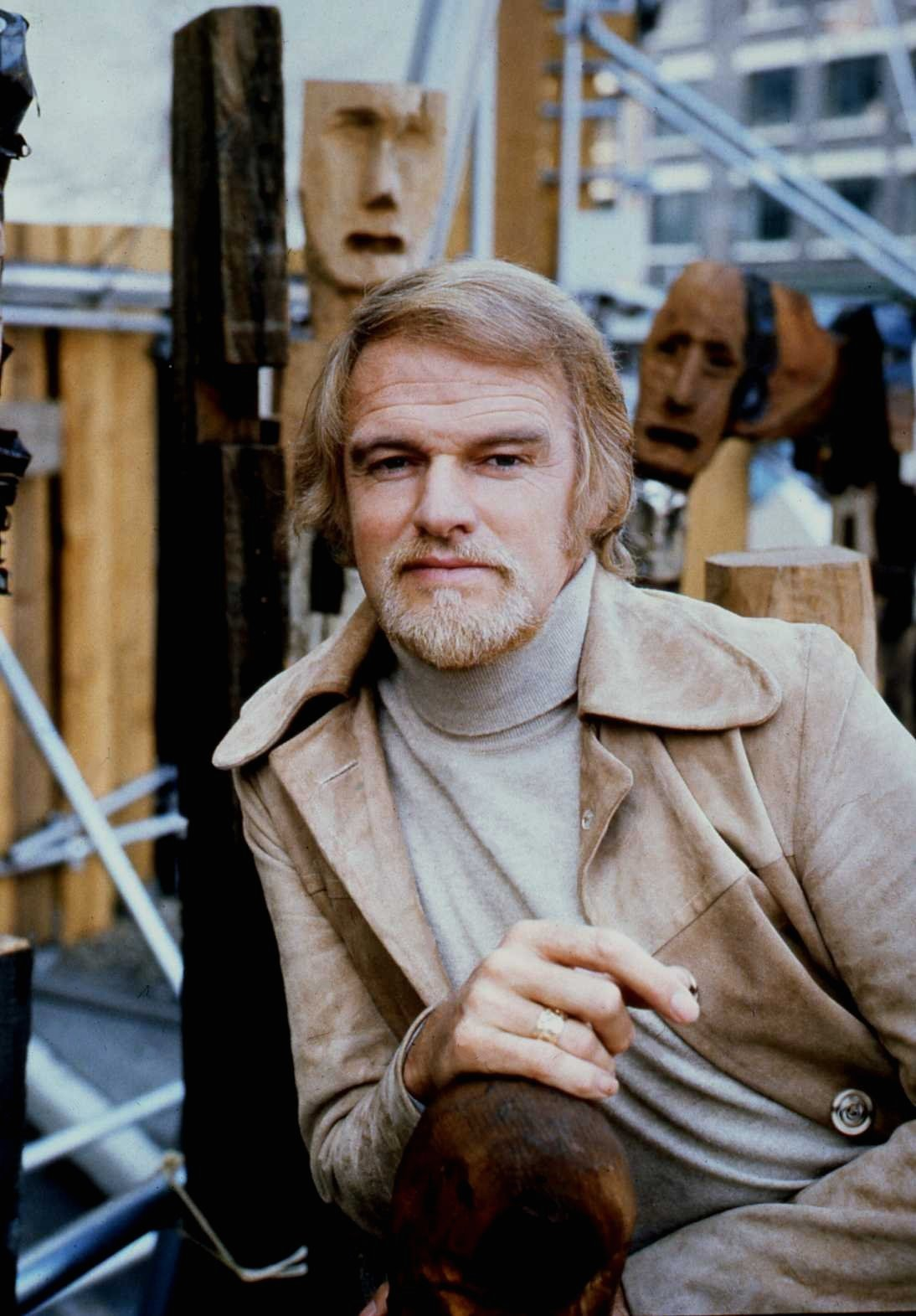
Keith Michell (1926–2015)

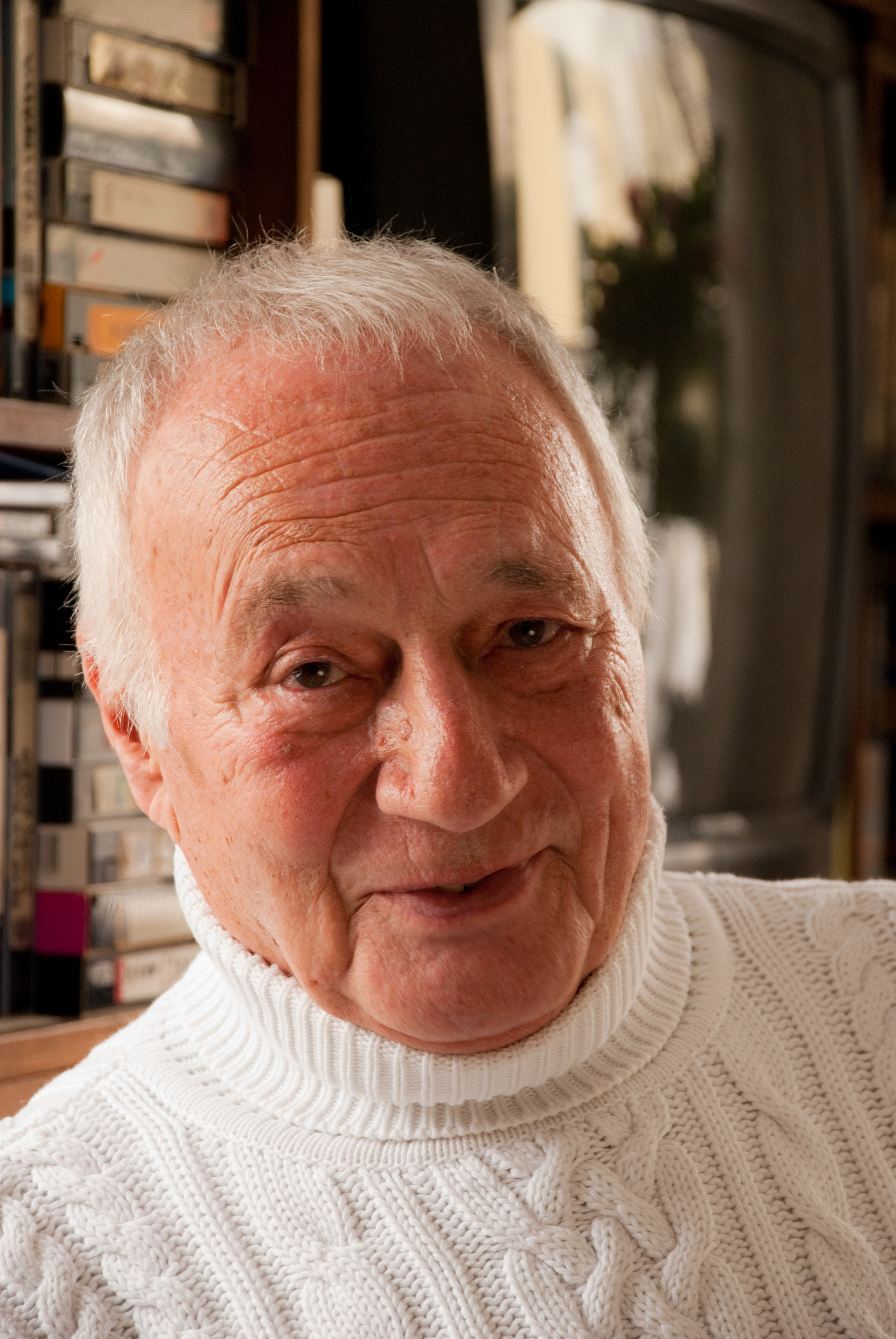
Norbert Gastell (1929–2015)

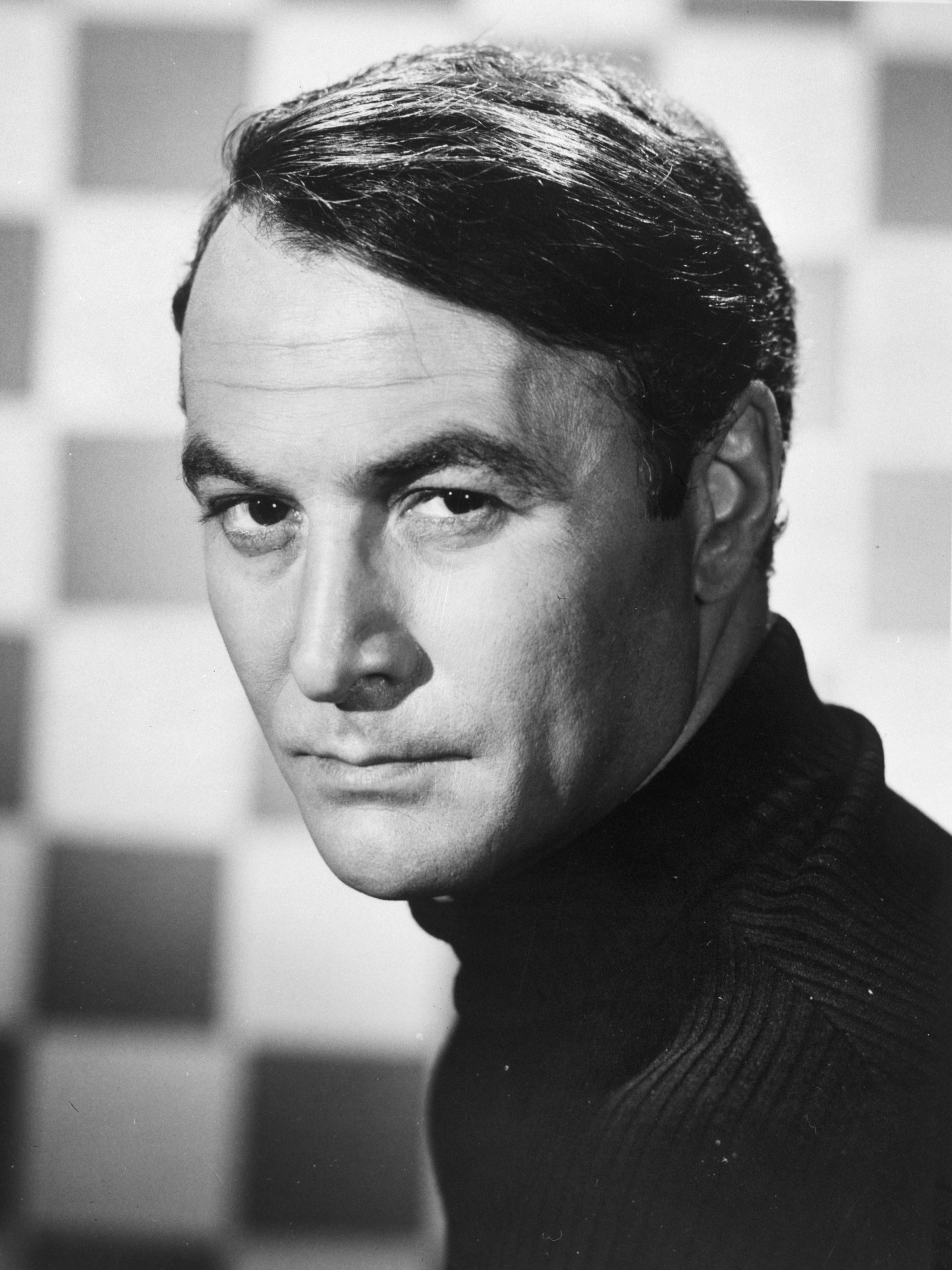
Robert Loggia (1930–2015)

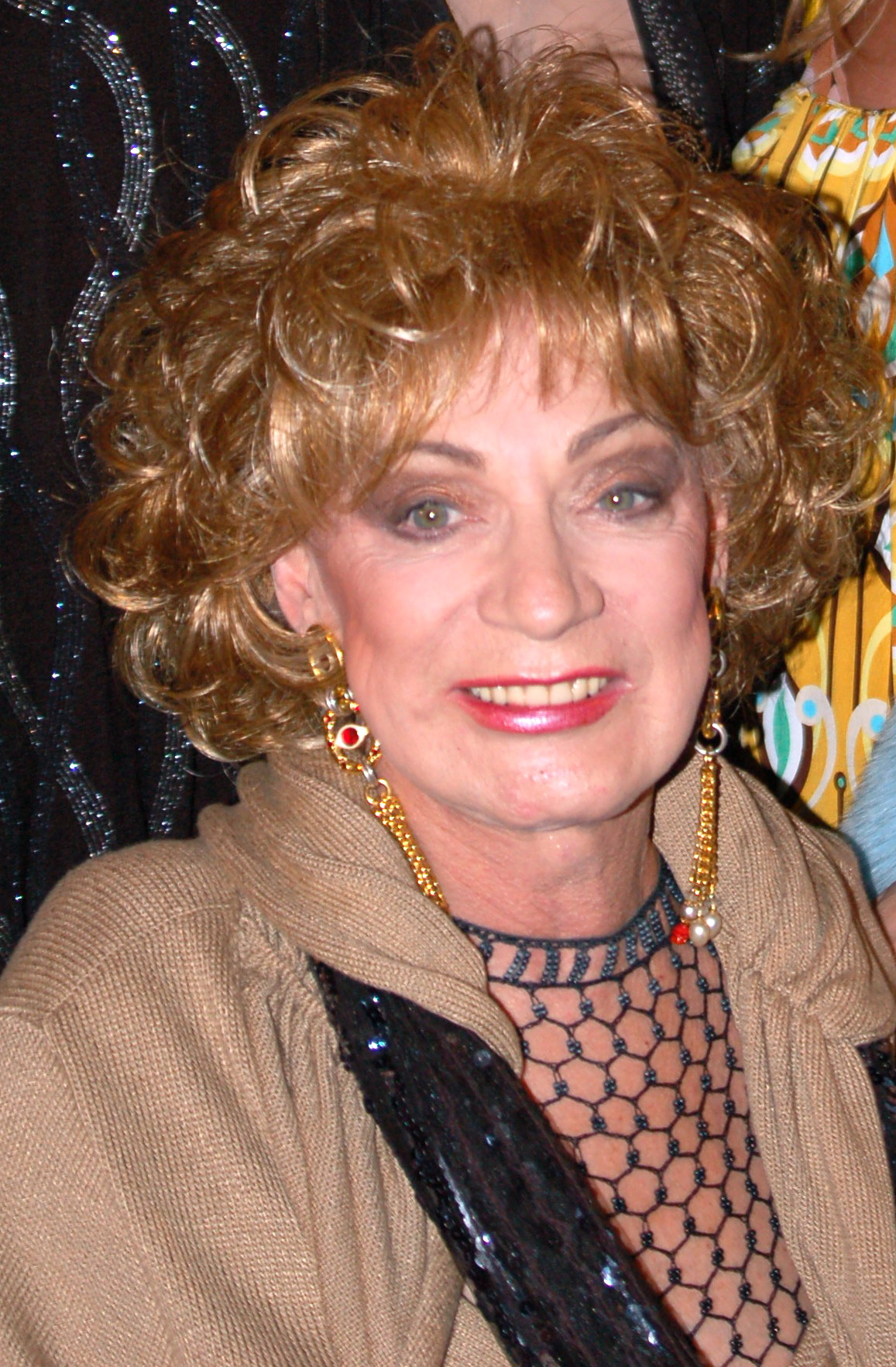
Holly Woodlawn (1946–2015)

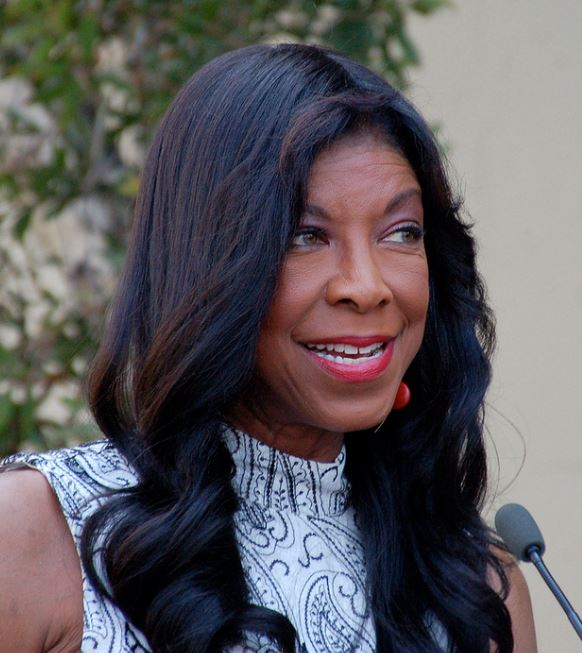
Natalie Cole (1950–2015)

### Januar bis März
Januar
- 01. Januar: Hanna Lóránd, ungarische Schauspielerin (* 1927)
- 02. Januar: Lam Po-chuen, Hongkong-chinesischer Synchronsprecher (* 1951)
- 03. Januar: Ivan Jullien, französischer Komponist (* 1934)
- 04. Januar: René Vautier, französischer Dokumentarfilmer und Regisseur (* 1928)
- 05. Januar: Georg Einerdinger, deutscher Schauspieler und Regisseur (* 1941)
- 06. Januar: Ingeborg Wellmann, deutsche Schauspielerin und Synchronsprecherin (* 1924)
- 07. Januar: Peter Garden, deutscher Schauspieler (* 1924)
- 07. Januar: Tadeusz Konwicki, polnischer Drehbuchautor und Regisseur (* 1926)
- 07. Januar: Rod Taylor, australischer Schauspieler (* 1930)
- 08. Januar: Andraé Crouch, US-amerikanischer Komponist (* 1942)
- 09. Januar: Samuel Goldwyn Jr., US-amerikanischer Produzent (* 1926)
- 10. Januar: Brian Clemens, britischer Drehbuchautor und Produzent (* 1931)
- 10. Januar: George Dickerson, US-amerikanischer Schauspieler (* 1933)
- 10. Januar: Taylor Negron, US-amerikanischer Schauspieler (* 1957)
- 10. Januar: Margit Nünke, deutsche Schauspielerin (* 1930)
- 10. Januar: Francesco Rosi, italienischer Regisseur und Drehbuchautor (* 1922)
- 11. Januar: Anita Ekberg, schwedische Schauspielerin (* 1931)
- 12. Januar: Germán Cobos, spanischer Schauspieler (* 1927)
- 14. Januar: Darren Shahlavi, britischer Schauspieler und Stuntman (* 1972)
- 15. Januar: Claudia Wedekind, deutsche Schauspielerin (* 1942)
- 17. Januar: Gerda Klimek, österreichische Schauspielerin (* 1923)
- 19. Januar: Anne Kirkbride, britische Schauspielerin (* 1954)
- 19. Januar: Ward Swingle, US-amerikanischer Komponist (* 1927)
- 20. Januar: Edgar Froese, deutscher Komponist (* 1944)
- 20. Januar: Georg Lohmeier, deutscher Drehbuchautor, Regisseur und Schauspieler (* 1926)
- 22. Januar: René Jodoin, kanadischer Produzent, Regisseur und Animator (* 1920)
- 24. Januar: Herbert Birett, deutscher Autor zum Thema Stummfilmgeschichte (* 1934)
- 25. Januar: Reinhold Stövesand, deutscher Schauspieler (* 1939)
- 26. Januar: Ronnie Raymond, britischer Schauspieler (* 1946)
- 29. Januar: Rod McKuen, US-amerikanischer Komponist (* 1933)
- 30. Januar: Geraldine McEwan, britische Schauspielerin (* 1932)
- 31. Januar: Lizabeth Scott, US-amerikanische Schauspielerin (* 1922)

Februar
- 02. Februar: Stewart Stern, US-amerikanischer Drehbuchautor (* 1922)
- 04. Februar: Micha Shagrir, israelisch-österreichischer Regisseur (* 1937)
- 06. Februar: Peter Abraham, deutscher Drehbuchautor (* 1936)
- 06. Februar: Marisa Del Frate, italienische Schauspielerin (* 1931)
- 06. Februar: Willy Purucker, deutscher Drehbuchautor (* 1925)
- 07. Februar: Siegfried Pater, deutscher Filmemacher (* 1945)
- 10. Februar: Corinne Le Poulain, französische Schauspielerin (* 1948)
- 11. Februar: Anne Cuneo, schweizerische Regisseurin und Drehbuchautorin (* 1936)
- 11. Februar: Roger Hanin, französischer Schauspieler und Regisseur (* 1925)
- 11. Februar: Ricardo Palacios, spanischer Schauspieler (* 1940)
- 12. Februar: Movita Castaneda, US-amerikanische Schauspielerin (* 1917)
- 13. Februar: John McCabe, britischer Komponist (* 1939)
- 13. Februar: Jan Pohan, tschechischer Schauspieler (* 1930)
- 14. Februar: Bernd Dost, deutscher Filmemacher (* 1939)
- 14. Februar: Alan Howard, britischer Schauspieler (* 1937)
- 14. Februar: Louis Jourdan, französischer Schauspieler (* 1921)
- 15. Februar: Eileen Essell, britische Schauspielerin (* 1922)
- 16. Februar: Lasse Braun, italienischer Regisseur (* 1936)
- 17. Februar: Oswald Fuchs, österreichischer Schauspieler und Regisseur (* 1933)
- 18. Februar: Ursula Diestel, deutsche Schauspielerin und Synchronsprecherin (* 1920)
- 18. Februar: D. Ramanaidu, indischer Produzent (* 1936)
- 19. Februar: Nirad Mohapatra, indischer Regisseur und Dokumentarfilmer (* 1947)
- 20. Februar: Gérard Calvi, französischer Komponist (* 1922)
- 20. Februar: Patricia Norris, US-amerikanische Kostüm- und Szenenbildnerin (* 1931)
- 21. Februar: Luca Ronconi, italienischer Regisseur, Drehbuchautor und Schauspieler (* 1933)
- 22. Februar: Charles Kálmán, österreichischer Komponist (* 1929)
- 24. Februar: Antonio Monselesan, italienischer Schauspieler (* 1941)
- 25. Februar: A. Vincent, indischer Kameramann und Regisseur (* 1928)
- 27. Februar: Leonard Nimoy, US-amerikanischer Schauspieler, Regisseur und Produzent (* 1931)
- 27. Februar: George Wang, chinesischer Schauspieler (* 1918)
- 28. Februar: Héctor Colomé, argentinisch-spanischer Schauspieler (* 1944)
- 28. Februar: Ezra Laderman, US-amerikanischer Komponist (* 1924)

März
- 01. März: Daniel von Bargen, US-amerikanischer Schauspieler (* 1950)
- 02. März: Fred Düren, deutscher Schauspieler (* 1928)
- 04. März: Harve Bennett, US-amerikanischer Produzent und Drehbuchautor (* 1930)
- 04. März: Franco Costa, italienischer Kostümbildner (* 1934)
- 05. März: Karina Kraushaar, deutsche Schauspielerin (* 1971)
- 05. März: Albert Maysles, US-amerikanischer Kameramann und Regisseur (* 1926)
- 05. März: Dirk Shafer, US-amerikanischer Schauspieler, Regisseur und Drehbuchautor (* 1962)
- 06. März: Eberhard Borkmann, deutscher Kameramann (* 1935)
- 06. März: Danny Lerner, israelischer Produzent, Drehbuchautor und Regisseur (* 1952)
- 07. März: Michael Mohapp, österreichischer Schauspieler (* 1958)
- 08. März: Sam Simon, US-amerikanischer Fernsehproduzent (* 1955)
- 10. März: Richard Glatzer, US-amerikanischer Regisseur, Drehbuchautor und Produzent (* 1952)
- 10. März: Windell Middlebrooks, US-amerikanischer Schauspieler (* 1979)
- 11. März: Ralph Taeger, US-amerikanischer Schauspieler (* 1936)
- 12. März: Peter Voigt, deutscher Dokumentarfilmer (* 1933)
- 15. März: Luciano Ercoli, italienischer Produzent, Regisseur und Drehbuchautor (* 1933)
- 16. März: Johanna Elbauer, deutsche Schauspielerin (* 1944)
- 16. März: Buddy Elias, schweizerischer Schauspieler (* 1925)
- 17. März: Kenan Ormanlar, deutsch-türkischer Kameramann (* 1937)
- 18. März: Moustapha Alassane, nigrischer Regisseur (* 1942)
- 20. März: Walter Grauman, US-amerikanischer Regisseur und Produzent (* 1922)
- 20. März: Gregory Walcott, US-amerikanischer Schauspieler (* 1928)
- 21. März: Bärbel Bolle, deutsche Schauspielerin (* 1941)
- 21. März: Jackie Trent, britische Schauspielerin (* 1940)
- 21. März: Alberta Watson, kanadische Schauspielerin (* 1955)
- 23. März: Gian Vittorio Baldi, italienischer Regisseur, Produzent und Drehbuchautor (* 1930)
- 23. März: Alan Seymour, australischer Drehbuchautor (* 1927)
- 24. März: Gerd Fitz, deutscher Schauspieler (* 1930)
- 24. März: Berengar Pfahl, deutscher Produzent, Regisseur und Drehbuchautor (* 1946)
- 25. März: Ivo Garrani, italienischer Schauspieler und Synchronsprecher (* 1924)
- 26. März: Fred Robsahm, norwegischer Schauspieler (* 1943)
- 27. März: Rik Battaglia, italienischer Schauspieler (* 1927)
- 28. März: Richard L. Bare, US-amerikanischer Drehbuchautor, Regisseur und Fernsehproduzent (* 1913)
- 28. März: Miroslav Ondříček, tschechischer Kameramann (* 1934)
- 28. März: Gene Saks, US-amerikanischer Regisseur und Schauspieler (* 1921)
- 30. März: Helmut Dietl, deutscher Regisseur und Drehbuchautor (* 1944)
- 30. März: Roger Slifer, US-amerikanischer Drehbuchautor und Fernsehproduzent (* 1954)
- 30. März: Robert Z’Dar, US-amerikanischer Schauspieler (* 1950)

### April bis Juni
April
- 02. April: Manoel de Oliveira, portugiesischer Regisseur und Drehbuchautor (* 1908)
- 03. April: Michael Birkett, britischer Produzent und Regisseur (* 1929)
- 03. April: Mathias Gnädinger, schweizerischer Schauspieler und Synchronsprecher (* 1941)
- 04. April: Klaus Rifbjerg, dänischer Drehbuchautor (* 1931)
- 05. April: Richard Dysart, US-amerikanischer Schauspieler (* 1929)
- 05. April: Richard LaSalle, US-amerikanischer Komponist (* 1918)
- 05. April: Tom Towles, US-amerikanischer Schauspieler (* 1950)
- 06. April: James Best, US-amerikanischer Schauspieler (* 1926)
- 06. April: Milton DeLugg, US-amerikanischer Komponist (* 1918)
- 06. April: Julie Wilson, US-amerikanische Schauspielerin (* 1924)
- 07. April: Geoffrey Lewis, US-amerikanischer Schauspieler (* 1935)
- 09. April: Paul Almond, kanadischer Drehbuchautor, Regisseur und Produzent (* 1931)
- 09. April: Nina Companéez, französische Drehbuchautorin und Regisseurin (* 1937)
- 10. April: Judith Malina, US-amerikanische Schauspielerin (* 1926)
- 12. April: Jochen Neupert, deutscher Schauspieler (* 1958)
- 19. April: Hiroyuki Nishimoto, japanischer Schauspieler und Synchronsprecher (* 1927)
- 21. April: Bachtijor Chudoinasarow, tadschikisch-russischer Regisseur und Produzent (* 1965)
- 23. April: Sawyer Sweeten, US-amerikanischer Kinderdarsteller (* 1995)
- 24. April: Fred Rai, deutscher Schauspieler (* 1941)
- 26. April: Maurice Fellous, französischer Kameramann (* 1925)
- 26. April: Jayne Meadows, US-amerikanische Schauspielerin (* 1919)
- 27. April: Andrew Lesnie, australischer Kameramann (* 1956)
- 28. April: René Féret, französischer Schauspieler und Regisseur (* 1945)
- 29. April: Ruth Bunkenburg, deutsche Schauspielerin (* 1922)
- 30. April: Patachou, französische Schauspielerin (* 1918)
- 30. April: Nigel Terry, britischer Schauspieler (* 1945)

Mai
- 01. Mai: Thomas Born, deutscher Schauspieler (* 1951)
- 01. Mai: José Canalejas, spanischer Schauspieler (* 1925)
- 01. Mai: Grace Lee Whitney, US-amerikanische Schauspielerin (* 1930)
- 02. Mai: Michael Blake, US-amerikanischer Drehbuchautor und Regisseur (* 1945)
- 04. Mai: Ellen Albertini Dow, US-amerikanische Schauspielerin (* 1913)
- 07. Mai: Thomas Engel, deutscher Regisseur und Drehbuchautor (* 1922)
- 08. Mai: Zeki Alasya, türkischer Schauspieler, Regisseur und Drehbuchautor (* 1943)
- 09. Mai: Elizabeth Wilson, US-amerikanische Schauspielerin (* 1921)
- 09. Mai: Christopher Wood, britischer Drehbuchautor (* 1935)
- 10. Mai: Burkhard Kurth, deutscher Schauspieler (* 1943)
- 10. Mai: Rachel Rosenthal, französisch-US-amerikanische Schauspielerin (* 1926)
- 11. Mai: Gideon Singer, israelischer Schauspieler (* 1926)
- 13. Mai: Gunter Berger, deutscher Schauspieler (* 1943)
- 13. Mai: Robert Drasnin, US-amerikanischer Komponist (* 1927)
- 14. Mai: B. B. King, US-amerikanischer Musiker und Schauspieler (* 1925)
- 14. Mai: Günter Rüger, deutscher Regisseur und Schauspieler (* 1926)
- 15. Mai: Willy Hagara, österreichischer Schauspieler (* 1927)
- 16. Mai: Jackie Basehart, US-amerikanischer Schauspieler (* 1951)
- 17. Mai: Claude Carliez, französischer Stuntman und Schauspieler (* 1925)
- 20. Mai: Mary Ellen Trainor, US-amerikanische Schauspielerin (* 1952)
- 22. Mai: Arno Bergler, deutscher Schauspieler und Synchronsprecher (* 1930)
- 23. Mai: John Carter, US-amerikanischer Schauspieler (* 1927)
- 23. Mai: Anne Meara, US-amerikanische Schauspielerin (* 1929)
- 25. Mai: Mary Ellen Mark, US-amerikanische Standfotografin (* 1940)
- 25. Mai: Ilse Zielstorff, deutsche Schauspielerin (* 1935)
- 26. Mai: Vicente Aranda, spanischer Regisseur und Drehbuchautor (* 1926)
- 26. Mai: Claudio Caligari, italienischer Regisseur und Drehbuchautor (* 1948)
- 27. Mai: Elisabeth Wiedemann, deutsche Schauspielerin (* 1926)
- 28. Mai: Johnny Keating, britischer Komponist (* 1927)
- 29. Mai: Betsy Palmer, US-amerikanische Schauspielerin (* 1926)
- 30. Mai: Julie Harris, britische Kostümbildnerin (* 1921)
- 31. Mai: Ulla Bergryd, schwedische Schauspielerin (* 1942)

Juni
- 02. Juni: Alberto De Martino, italienischer Regisseur und Drehbuchautor (* 1929)
- 02. Juni: Günther Schneider-Siemssen, deutsch-österreichischer Bühnenbildner (* 1926)
- 04. Juni: Ernst Waldemar Bauer, deutscher Dokumentarfilmer (* 1926)
- 04. Juni: Edith Hancke, deutsche Synchronsprecherin und Schauspielerin (* 1928)
- 04. Juni: Kurt Weber, polnischer Kameramann und Regisseur (* 1928)
- 05. Juni: Giacomo Furia, italienischer Schauspieler und Drehbuchautor (* 1925)
- 05. Juni: Colette Marchand, französische Tänzerin und Schauspielerin (* 1925)
- 05. Juni: Seth Winston, US-amerikanischer Drehbuchautor, Regisseur und Produzent (* 1950)
- 06. Juni: Pierre Brice, französischer Schauspieler (* 1929)
- 06. Juni: Richard Johnson, britischer Schauspieler und Produzent (* 1927)
- 07. Juni: Paul Hengge, österreichischer Drehbuchautor (* 1930)
- 07. Juni: Christopher Lee, britischer Schauspieler (* 1922)
- 07. Juni: Cole Tucker, US-amerikanischer Pornodarsteller (* 1953)
- 08. Juni: Jean Gruault, französischer Drehbuchautor und Schauspieler (* 1924)
- 09. Juni: James Last, deutscher Komponist (* 1929)
- 09. Juni: Nuno Melo, portugiesischer Schauspieler (* 1960)
- 10. Juni: Robert Chartoff, US-amerikanischer Produzent (* 1933)
- 11. Juni: Ornette Coleman, US-amerikanischer Komponist (* 1930)
- 11. Juni: Ron Moody, britischer Schauspieler (* 1924)
- 12. Juni: Rick Ducommun, kanadischer Schauspieler (* 1952)
- 12. Juni: Monica Lewis, US-amerikanische Schauspielerin (* 1922)
- 13. Juni: Rudolf Buczolich, österreichischer Schauspieler (* 1934)
- 15. Juni: Schanna Friske, russische Schauspielerin (* 1974)
- 15. Juni: Harry Rowohlt, deutscher Schauspieler (* 1945)
- 15. Juni: Blaze Starr, US-amerikanische Tänzerin und Schauspielerin (* 1932)
- 16. Juni: Jean Vautrin, französischer Regisseur und Drehbuchautor (* 1933)
- 17. Juni: Nicola Badalucco, italienischer Drehbuchautor (* 1929)
- 19. Juni: James Salter, US-amerikanischer Schriftsteller und Drehbuchautor (* 1925)
- 21. Juni: Rolf Kralovitz, deutscher Schauspieler (* 1925)
- 21. Juni: Gunther Schuller, US-amerikanischer Komponist (* 1925)
- 22. Juni: Laura Antonelli, italienische Schauspielerin (* 1941)
- 22. Juni: James Horner, US-amerikanischer Komponist (* 1953)
- 22. Juni: Gabriele Wohmann, deutsche Schriftstellerin, Drehbuchautorin und Regisseurin (* 1932)
- 23. Juni: Helmuth Lohner, österreichischer Schauspieler (* 1933)
- 23. Juni: Magali Noël, französische Schauspielerin und Sängerin (* 1932)
- 23. Juni: Dick Van Patten, US-amerikanischer Schauspieler (* 1928)
- 25. Juni: Patrick Macnee, britisch-US-amerikanischer Schauspieler (* 1922)
- 27. Juni: Chris Squire, britischer Rockmusiker und Komponist (* 1948)
- 28. Juni: Jack Carter, US-amerikanischer Schauspieler, Komiker und Moderator (* 1922)
- 28. Juni: Dietrich Haugk, deutscher Regisseur und Synchronsprecher (* 1925)
- 29. Juni: Ladislav Chudík, slowakischer Schauspieler (* 1924)
- 30. Juni: Eddy Louiss, französischer Jazz-Pianist und Komponist (* 1941)
- 30. Juni: Leonard Starr, US-amerikanischer Comiczeichner und Drehbuchautor (* 1925)

### Juli bis September
Juli
- 01. Juli: Francesco Alliata, italienischer Produzent und Dokumentarfilmregisseur (* 1919)
- 01. Juli: Sergio Sollima, italienischer Drehbuchautor und Regisseur (* 1921)
- 02. Juli: Slavko Avsenik, slowenischer Komponist (* 1929)
- 03. Juli: Diana Dill, US-amerikanische Schauspielerin (* 1923)
- 03. Juli: Amanda Peterson, US-amerikanische Schauspielerin (* 1971)
- 03. Juli: Jacques Sernas, französischer Schauspieler und Drehbuchautor (* 1925)
- 06. Juli: Jerry Weintraub, US-amerikanischer Produzent (* 1937)
- 07. Juli: Maria Barroso, portugiesische Schauspielerin (* 1925)
- 09. Juli: Michael Masser, US-amerikanischer Komponist (* 1941)
- 10. Juli: Herta Mayen, österreichische Tänzerin und Schauspielerin (* 1922)
- 10. Juli: Roger Rees, britisch-US-amerikanischer Schauspieler (* 1944)
- 10. Juli: Omar Sharif, ägyptischer Schauspieler (* 1932)
- 11. Juli: Leonardas Zelčius, litauischer Schauspieler (* 1928)
- 12. Juli: Sergei Arzibaschew, russischer Schauspieler (* 1951)
- 14. Juli: Wolf Gremm, deutscher Regisseur und Drehbuchautor (* 1942)
- 14. Juli: Olaf Pooley, britischer Schauspieler und Drehbuchautor (* 1914)
- 15. Juli: Sheila Ramani, indische Schauspielerin (* 1932)
- 16. Juli: Ulrich Lenk, deutscher Schauspieler (* 1966)
- 16. Juli: Nova Pilbeam, britische Schauspielerin (* 1919)
- 18. Juli: George Coe, US-amerikanischer Schauspieler und Produzent (* 1929)
- 18. Juli: Alex Rocco, US-amerikanischer Schauspieler (* 1936)
- 19. Juli: Van Alexander, US-amerikanischer Komponist und Arrangeur (* 1915)
- 19. Juli: Jörg Kaehler, deutscher Schauspieler, Regisseur und Drehbuchautor (* 1930)
- 20. Juli: Dieter Moebius, deutsch-schweizerischer Musiker und Komponist (* 1944)
- 20. Juli: Sieghardt Rupp, österreichischer Schauspieler (* 1931)
- 21. Juli: Theodore Bikel, US-amerikanischer Sänger und Schauspieler (* 1924)
- 22. Juli: Natasha Parry, britische Schauspielerin (* 1930)
- 22. Juli: Curt Timm, deutscher Schauspieler (* 1926)
- 23. Juli: Ulrich Zieger, deutscher Drehbuchautor (* 1961)
- 26. Juli: Bobbi Kristina Brown, US-amerikanische Sängerin und Schauspielerin (* 1993)
- 26. Juli: Peter Ehrlich, deutscher Schauspieler und Regisseur (* 1933)
- 30. Juli: Bert Neumann, deutscher Bühnen- und Kostümbildner (* 1960)
- 31. Juli: Roddy Piper, kanadischer Schauspieler (* 1954)

August
- 02. August: Guido Weber, deutscher Schauspieler und Synchronsprecher (* 1930)
- 03. August: Coleen Gray, US-amerikanische Schauspielerin (* 1922)
- 03. August: Horst Mendroch, deutscher Schauspieler (* 1942)
- 04. August: Gerd Natschinski, deutscher Komponist (* 1928)
- 05. August: George Cole, britischer Schauspieler (* 1925)
- 05. August: Herbert Wise, österreichisch-britischer Regisseur und Produzent (* 1924)
- 06. August: Orna Porat, deutsch-israelische Schauspielerin (* 1924)
- 09. August: Antonio Climati, italienischer Kameramann, Regisseur und Drehbuchautor (* 1931)
- 09. August: Jack Gold, britischer Regisseur (* 1930)
- 09. August: Thomas Schüler, österreichischer Schauspieler und Synchronsprecher (* 1948)
- 11. August: Nour El-Sherif, ägyptischer Schauspieler und Regisseur (* 1946)
- 13. August: Danford B. Greene, US-amerikanischer Filmeditor (* 1928)
- 13. August: Pierre Jansen, französischer Komponist (* 1930)
- 15. August: Rolf Henniger, deutscher Schauspieler und Regisseur (* 1925)
- 16. August: Anna Kashfi, britisch-US-amerikanische Schauspielerin (* 1934)
- 17. August: Yvonne Craig, US-amerikanische Schauspielerin (* 1937)
- 17. August: Arsen Dedić, kroatischer Komponist und Schauspieler (* 1938)
- 17. August: Fynn Henkel, deutscher Schauspieler (* 1996)
- 17. August: Peter Janisch, österreichischer Schauspieler und Regisseur (* 1924)
- 18. August: Bud Yorkin, US-amerikanischer Regisseur und Produzent (* 1926)
- 19. August: Antonio Larreta, uruguayischer Drehbuchautor (* 1922)
- 20. August: Lars Amble, schwedischer Schauspieler (* 1939)
- 20. August: Lew Durow, russischer Schauspieler (* 1931)
- 22. August: Jörg Schneider, schweizerischer Schauspieler (* 1935)
- 25. August: Peter Arens, schweizerischer Schauspieler (* 1928)
- 26. August: Peter Kern, österreichischer Schauspieler, Regisseur, Produzent und Drehbuchautor (* 1949)
- 30. August: Wes Craven, US-amerikanischer Regisseur, Drehbuchautor, Produzent und Schauspieler (* 1939)
- 31. August: Barbara Brecht-Schall, deutsche Schauspielerin und Kostümbildnerin (* 1930)

September
- 01. September: Dean Jones, US-amerikanischer Schauspieler (* 1931)
- 04. September: Jean Darling, US-amerikanische Schauspielerin (* 1922)
- 04. September: Warren Murphy, US-amerikanischer Drehbuchautor (* 1933)
- 05. September: Sergio Ciani, italienischer Schauspieler (* 1935)
- 05. September: Setsuko Hara, japanische Schauspielerin (* 1920)
- 06. September: Martin Milner, US-amerikanischer Schauspieler (* 1931)
- 07. September: Dickie Moore, US-amerikanischer Kinder- und Jugendschauspieler (* 1925)
- 07. September: Candida Royalle, US-amerikanische Pornoproduzentin, -regisseurin und -darstellerin (* 1950)
- 10. September: John P. Connell, US-amerikanischer Schauspieler (* 1923)
- 10. September: Franco Interlenghi, italienischer Schauspieler und Produzent (* 1931)
- 10. September: Utz Richter, deutscher Schauspieler und Synchronsprecher (* 1927)
- 10. September: Gert Wilden, deutscher Komponist (* 1917)
- 12. September: Frank D. Gilroy, US-amerikanischer Drehbuchautor, Regisseur und Produzent (* 1925)
- 12. September: Edda Köchl-König, deutsche Schauspielerin (* 1942)
- 13. September: Ernie Felice, US-amerikanischer Musiker und Schauspieler (* 1922)
- 16. September: Guy Béart, französischer Komponist und Schauspieler (* 1930)
- 17. September: D. M. Marshman, Jr., US-amerikanischer Drehbuchautor (* 1922)
- 18. September: Thea Eymèsz, deutsche Filmeditorin (* 1936)
- 19. September: Jackie Collins, britisch-US-amerikanische Schauspielerin, Drehbuchautorin und Produzentin (* 1937)
- 20. September: Mario Caiano, italienischer Regisseur, Drehbuchautor und Produzent (* 1933)
- 20. September: Volker Kühn, deutscher Regisseur, Drehbuchautor und Produzent (* 1933)
- 21. September: Yoram Gross, australischer Regisseur, Drehbuchautor und Produzent (* 1926)
- 23. September: Carlos Álvarez-Nóvoa, spanischer Schauspieler (* 1940)
- 23. September: Jean-Marie Drot, französischer Filmeditor und Regisseur (* 1929)
- 24. September: Ellis Kaut, deutsche Drehbuchautorin (* 1920)
- 27. September: John Guillermin, britischer Regisseur und Drehbuchautor (* 1925)
- 29. September: Hellmuth Karasek, deutscher Filmkritiker (* 1934)
- 29. September: Jiří Krytinář, tschechischer Schauspieler (* 1947)

### Oktober bis Dezember
Oktober
- 02. Oktober: Lubomír Lipský, tschechischer Schauspieler (* 1923)
- 04. Oktober: Eduardo Pavlovsky, argentinischer Schauspieler (* 1933)
- 05. Oktober: Chantal Akerman, belgische Regisseurin, Drehbuchautorin und Schauspielerin (* 1950)
- 05. Oktober: Frank Albanese, US-amerikanischer Schauspieler (* 1931)
- 05. Oktober: Larry Brezner, US-amerikanischer Produzent (* 1941/42)
- 05. Oktober: Henning Mankell, schwedischer Drehbuchautor (* 1948)
- 05. Oktober: Andrew Rubin, US-amerikanischer Schauspieler (* 1946)
- 06. Oktober: Kevin Corcoran, US-amerikanischer Schauspieler, Regisseur und Produzent (* 1949)
- 06. Oktober: Billy Joe Royal, US-amerikanischer Sänger und Schauspieler (* 1942)
- 07. Oktober: Gene Allen, US-amerikanischer Artdirector und Szenenbildner (* 1918)
- 08. Oktober: Jim Diamond, britischer Sänger und Komponist (* 1951)
- 09: Oktober: Jean Badal, ungarischer Kameramann (* 1927)
- 09. Oktober: Andreas Mannkopff, deutscher Schauspieler und Synchronsprecher (* 1939)
- 10. Oktober: Manorama, indische Schauspielerin (* 1937)
- 12. Oktober: Joan Leslie, US-amerikanische Schauspielerin (* 1925)
- 14. Oktober: Charles Rosher junior, US-amerikanischer Kameramann (* 1935)
- 15. Oktober: Rudolf Debiel, deutscher Schauspieler und Produzent (* 1931)
- 16. Oktober: Memduh Ün, türkischer Regisseur, Produzent, Drehbuchautor und Schauspieler (* 1920)
- 17. Oktober: Danièle Delorme, französische Schauspielerin und Produzentin (* 1926)
- 22. Oktober: Yılmaz Köksal, türkischer Schauspieler und Drehbuchautor (* 1939)
- 22. Oktober: Heinrich Kraus, deutscher Drehbuchautor (* 1932)
- 23. Oktober: Leon Bibb, US-amerikanischer Sänger, Schauspieler und Komponist (* 1922)
- 24. Oktober: Maureen O’Hara, irisch-US-amerikanische Schauspielerin und Sängerin (* 1920)
- 26. Oktober: Birgit Doll, österreichische Schauspielerin (* 1958)
- 26. Oktober: Penelope Houston, britische Kritikerin (* 1927)
- 27. Oktober: Betsy Drake, US-amerikanische Schauspielerin (* 1923)
- 27. Oktober: Philip French, britischer Filmkritiker (* 1933)
- 27. Oktober: Miyu Matsuki, japanische Synchronsprecherin (* 1977)
- 28. Oktober: Tadeusz Sobolewicz, polnischer Schauspieler (* 1925)
- 29. Oktober: Roland Mesmer, deutscher Produzent (* 1953)
- 30. Oktober: Al Molinaro, US-amerikanischer Schauspieler (* 1919)
- 31. Oktober: Gregg Palmer, US-amerikanischer Schauspieler (* 1927)
- 31. Oktober: Hans Teuscher, deutscher Schauspieler und Synchronsprecher (* 1937)

November
- 01. November: José Fonseca e Costa, portugiesischer Regisseur (* 1933)
- 01. November: Fred Thompson, US-amerikanischer Schauspieler (* 1942)
- 02. November: Antonio Dal Masetto, argentinischer Drehbuchautor (* 1938)
- 02. November: Colin Welland, britischer Drehbuchautor und Schauspieler (* 1934)
- 03. November: Jean-Bernard Eisinger, französischer Komponist (* 1938)
- 03. November: Lothar Meid, deutscher Komponist und Schauspieler (* 1942)
- 04. November: Melissa Mathison, US-amerikanische Drehbuchautorin (* 1950)
- 05. November: Horst Keitel, deutscher Schauspieler und Synchronsprecher (* 1927)
- 05. November: Herta Kravina, österreichische Schauspielerin und Synchronsprecherin (* 1926)
- 05. November: Guido Masanetz, deutscher Komponist (* 1914)
- 07. November: Gunnar Hansen, isländisch-US-amerikanischer Schauspieler (* 1947)
- 08. November: Dora van der Groen, belgische Schauspielerin und Regisseurin (* 1927)
- 09. November: Allen Toussaint, US-amerikanischer Komponist und Musiker (* 1938)
- 15. November: Dora Doll, französische Schauspielerin (* 1922)
- 15. November: Saeed Jaffrey, indischer Schauspieler (* 1929)
- 15. November: Nicoletta Machiavelli, italienische Schauspielerin (* 1944)
- 15. November: Vincent Margera, US-amerikanischer Schauspieler (* 1956)
- 15. November: Moira Orfei, italienische Schauspielerin (* 1931)
- 16. November: David Canary, US-amerikanischer Schauspieler (* 1938)
- 16. November: Richard Cowan, US-amerikanischer Schauspieler und Sänger (* 1957)
- 16. November: Nando Gazzolo, italienischer Schauspieler und Synchronsprecher (* 1928)
- 17. November: Juan Bosch, spanischer Regisseur (* 1925)
- 18. November: Dieter Bongartz, deutscher Drehbuchautor (* 1951)
- 19. November: Rex Reason, US-amerikanischer Schauspieler (* 1928)
- 20. November: Keith Michell, australischer Schauspieler (* 1926)
- 22. November: Dagmar Heller, deutsche Schauspielerin und Synchronsprecherin (* 1947)
- 25. November: Beth Rogan, britische Schauspielerin (* 1931)
- 25. November: Elmo Williams, US-amerikanischer Filmeditor, Produzent und Regisseur (* 1913)
- 26. November: Norbert Gastell, deutscher Schauspieler und Synchronsprecher (* 1929)
- 27. November: Ernst Brandner, deutscher Komponist (* 1921)
- 27. November: Barbro Hiort af Ornäs, schwedische Schauspielerin (* 1921)
- 28. November: Luc Bondy, schweizerischer Regisseur, Drehbuchautor und Schauspieler (* 1948)
- 28. November: Erich Hallhuber senior, deutscher Schauspieler (* 1929)
- 28. November: Marjorie Lord, US-amerikanische Schauspielerin (* 1918)
- 30. November: Eldar Rjasanow, sowjetischer bzw. russischer Regisseur, Drehbuchautor und Schauspieler (* 1927)
- 30. November: Steve Shagan, US-amerikanischer Drehbuchautor und Produzent (* 1927)

Dezember
- 02. Dezember: Jacques Denis, französischer Schauspieler (* 1943)
- 02. Dezember: Gabriele Ferzetti, italienischer Schauspieler (* 1925)
- 02. Dezember: Heinz Kahlow, deutscher Drehbuchautor (* 1924)
- 04. Dezember: Robert Loggia, US-amerikanischer Schauspieler (* 1930)
- 04. Dezember: Karen Montgomery, US-amerikanische Schauspielerin und Produzentin (* 1949)
- 05. Dezember: Marília Pêra, brasilianische Schauspielerin (* 1943)
- 06. Dezember: Ini Assmann, deutsche Schauspielerin (* 1947)
- 06. Dezember: Franzl Lang, deutscher Schauspieler (* 1930)
- 06. Dezember: Holly Woodlawn, US-amerikanische Schauspielerin (* 1946)
- 07. Dezember: Martin E. Brooks, US-amerikanischer Schauspieler (* 1925)
- 08. Dezember: Herbert Prikopa, österreichischer Schauspieler und Drehbuchautor (* 1935)
- 08. Dezember: John Trudell, US-amerikanischer Musiker und Schauspieler (* 1946)
- 16. Dezember: Herbert Brödl, österreichischer Regisseur, Drehbuchautor und Produzent (* 1949)
- 19. Dezember: Douglas Dick, US-amerikanischer Schauspieler und Drehbuchautor (* 1920)
- 24. Dezember: Roland Kenda, deutscher Schauspieler (* 1941)
- 25. Dezember: Karen Friesicke, deutsche Schauspielerin (* 1962)
- 25. Dezember: George Clayton Johnson, US-amerikanischer Drehbuchautor und Schauspieler (* 1929)
- 25. Dezember: Jason Wingreen, US-amerikanischer Schauspieler (* 1920)
- 27. Dezember: Haskell Wexler, US-amerikanischer Kameramann und Regisseur (* 1922)
- 28. Dezember: Chris Barnard, südafrikanischer Drehbuchautor (* 1939)
- 28. Dezember: Lemmy Kilmister, britischer Musiker und Schauspieler (* 1945)
- 31. Dezember: Natalie Cole, US-amerikanische Sängerin und Schauspielerin (* 1950)
- 31. Dezember: Beth Howland, US-amerikanische Schauspielerin (* 1941)
- 31. Dezember: Wayne Rogers, US-amerikanischer Schauspieler (* 1933)

### Genaues Todesdatum unbekannt
- Gaby Herbst, österreichische Schauspielerin (* 1945)
- April: Nicholas Kallsen, US-amerikanischer Schauspieler (* 1966/67)
- April oder Mai: Terry Sue-Patt, britischer Schauspieler (* 1964)
- Mai: Andrew Noren, US-amerikanischer Regisseur und Produzent (* 1943)
- Juli: Toyo Tanaka, japanischer Schauspieler (* 1959)